# Landkreis Neumarkt in der Oberpfalz

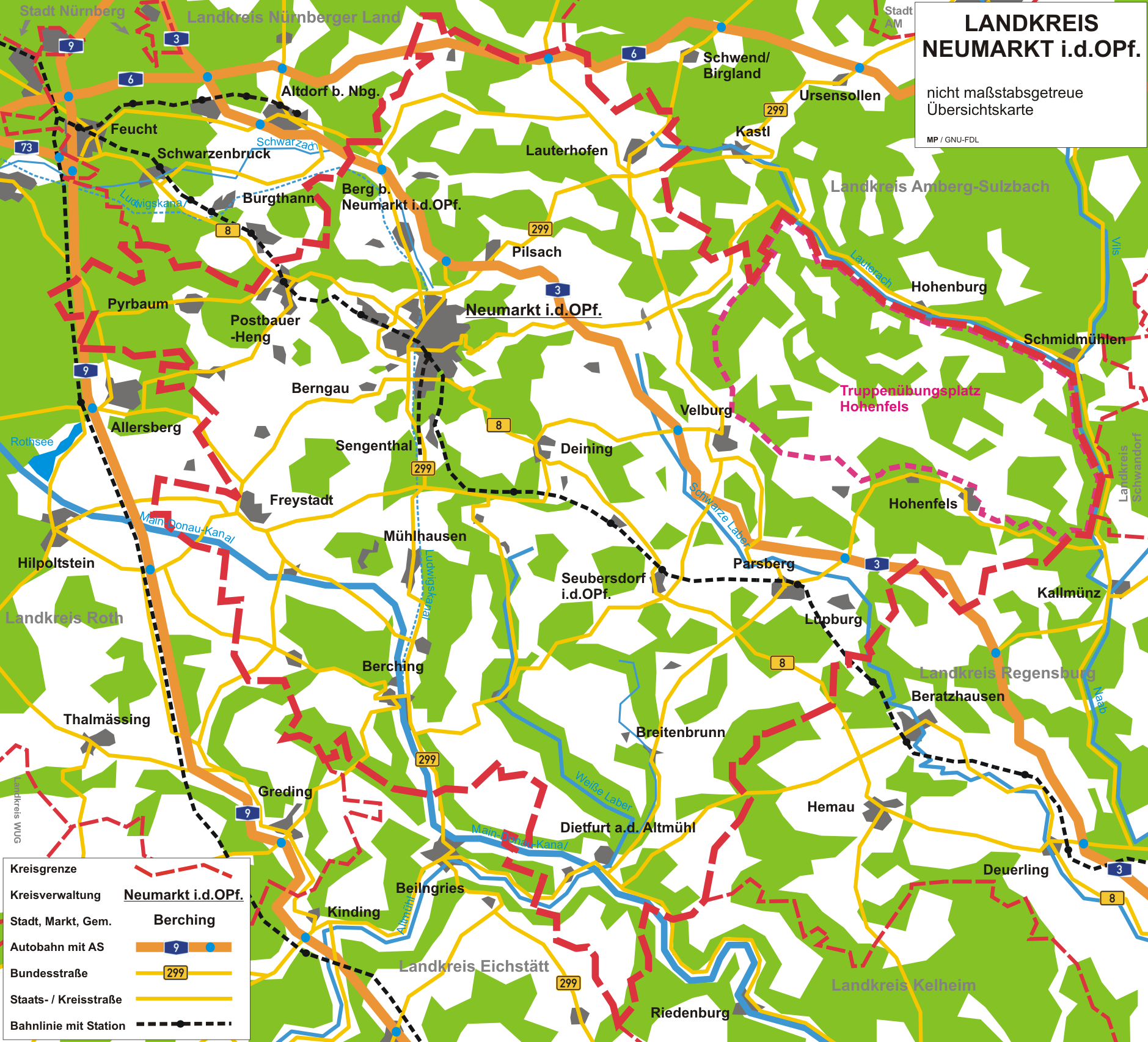
Übersichtskarte

Der Landkreis Neumarkt in der Oberpfalz, amtlich Landkreis Neumarkt i.d.OPf., ist der westlichste Landkreis des Regierungsbezirks Oberpfalz in Bayern. Er befindet sich in einem Dreieck zwischen den Großstädten Nürnberg, Regensburg und Ingolstadt und gehört zur Metropolregion Nürnberg sowie zur Planungsregion Regensburg. Wirtschaftliches und kulturelles Zentrum des Kreises ist Neumarkt in der Oberpfalz. In seiner heutigen Form entstand der Landkreis Neumarkt während der Gebietsreform in Bayern 1972, als vor allem der Landkreis Parsberg in den heutigen Kreis eingegliedert wurde.

## Geografie

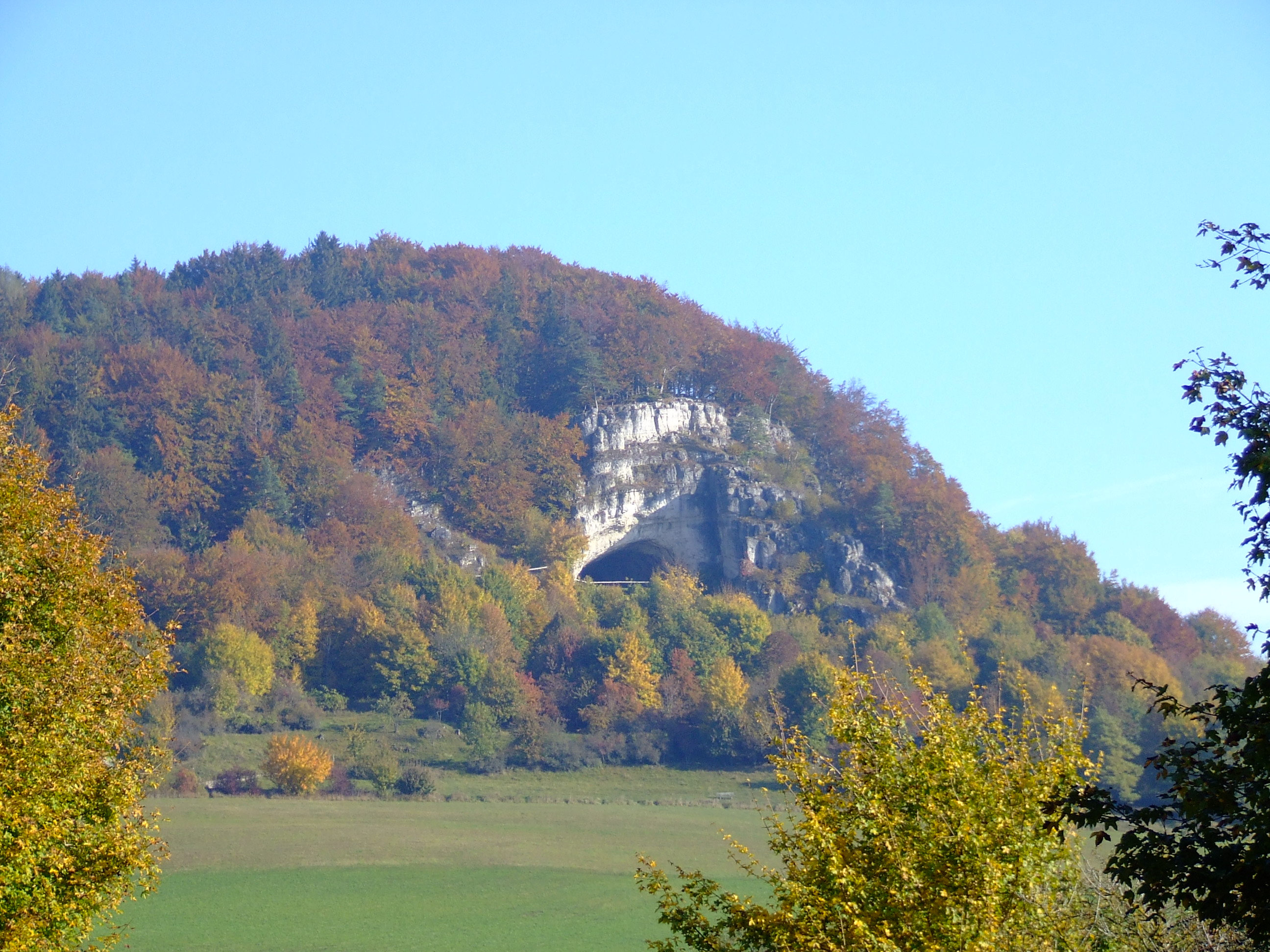
Hohllochberg bei Velburg

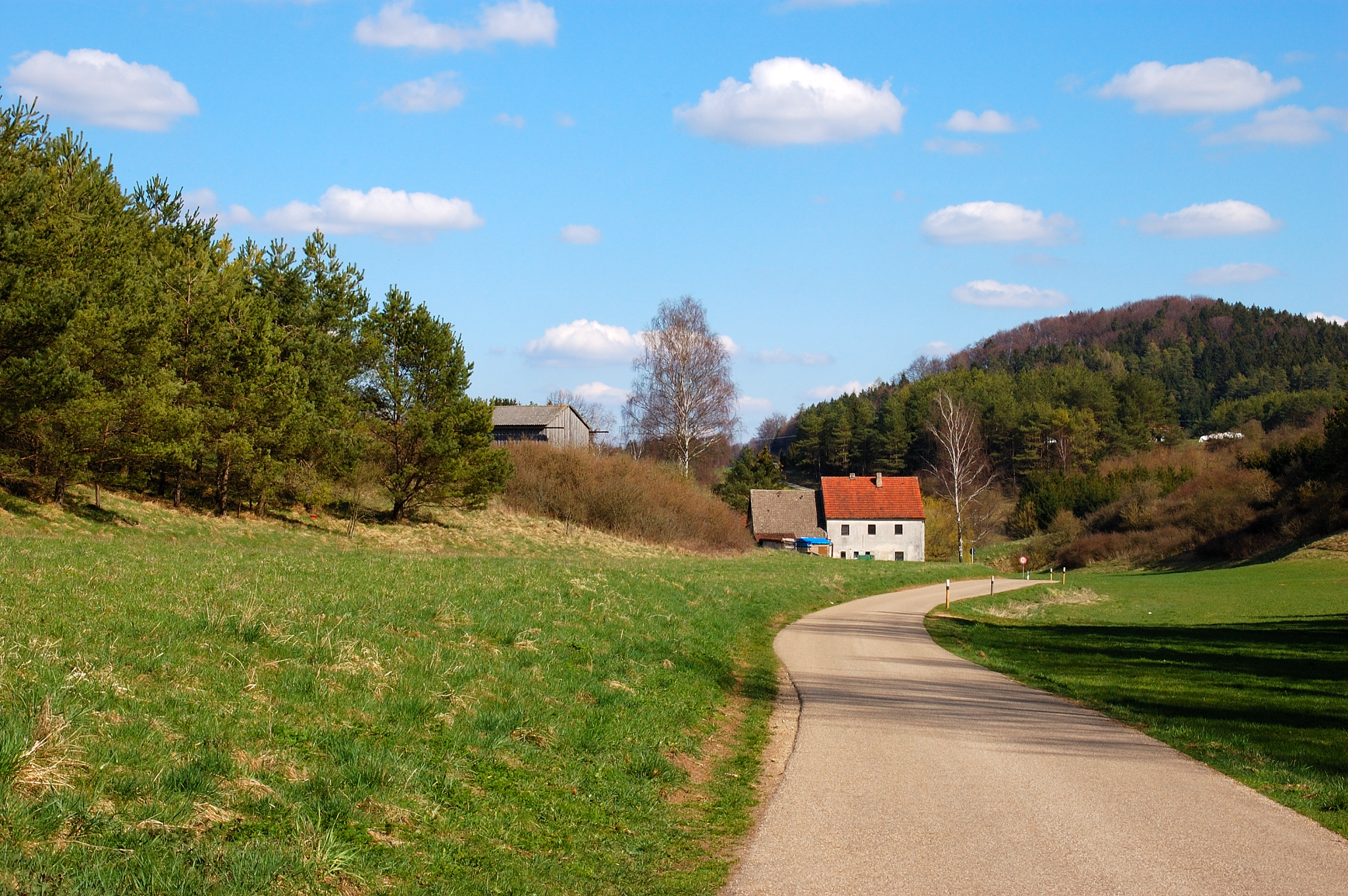
Typische Landschaft im östlichen Landkreis

### Lage
Der Landkreis liegt etwa in der Mitte Bayerns am Rand der Fränkischen Schweiz bzw. des Oberpfälzer Jura. Vor allem die östliche Hälfte des Kreises ist geprägt von einer abwechslungsreichen Berglandschaft, die von zahlreichen Bach- und Flusstälern durchzogen wird. Die Kante der Fränkischen Alb verläuft ungefähr auf der Linie Berg bei Neumarkt, Neumarkt, Berching. Westlich davon fällt das Gelände in eine flache Landschaft ab, in der nur noch vereinzelte, von der Tethys ausgewaschene Zeugenberge (zum Beispiel der Buchberg und der Dillberg) darauf hinweisen, dass die Kante ursprünglich weiter westlich verlief.
Die höchste Erhebung im Landkreis ist der Limpelberg bei Hörmannsdorf mit 640,9 m ü. NHN, der tiefste Punkt liegt im Süden des Landkreises auf der Wasseroberfläche der Altmühl bzw. des Main-Donau-Kanals auf 353,4 m ü. NHN.
Die Europäische Wasserscheide, die das abfließende Wasser in Richtung des Rheins und der Nordsee oder der Donau und des Schwarzen Meers aufteilt, verläuft von Freystadt über Postbauer-Heng nach Neumarkt durch den Landkreis. Größte Flüsse im Landkreis sind als Zuflüsse der südlich gelegenen Donau die Sulz und die Weiße Laber (beide über die Altmühl), die Schwarze Laber und die Lauterach (über die Naab). Nur die Schwarzach entwässert nach Norden in Richtung Rednitz, Regnitz, Main und Rhein.

### Nachbarkreise
Nachbarkreise sind im Norden der Landkreis Nürnberger Land und der Landkreis Amberg-Sulzbach, im Osten der Landkreis Schwandorf und der Landkreis Regensburg, im Süden der Landkreis Kelheim und der Landkreis Eichstätt und im Westen der Landkreis Roth.

### Ausdehnung und Flächennutzung
Die maximale Nord-Süd-Ausdehnung zwischen Schweibach bei Lauterhofen und Zell bei Dietfurt beträgt ca. 48 km, die maximale Ost-West-Ausdehnung zwischen Mörsdorf bei Freystadt und Hohenfels beträgt ca. 49 km.
Der Landkreis hat eine Fläche von 1344,04 km², davon entfallen etwa zehn Prozent auf Siedlungs- und Verkehrsflächen und 30,5 % auf Waldflächen. Weitere 46,5 % werden landwirtschaftlich genutzt. Der östlichste Teil des Landkreises auf dem Gebiet der Gemeinden Velburg und Hohenfels wird militärisch genutzt, dort befindet sich der Truppenübungsplatz Hohenfels der US-amerikanischen Armee.

### Bevölkerung

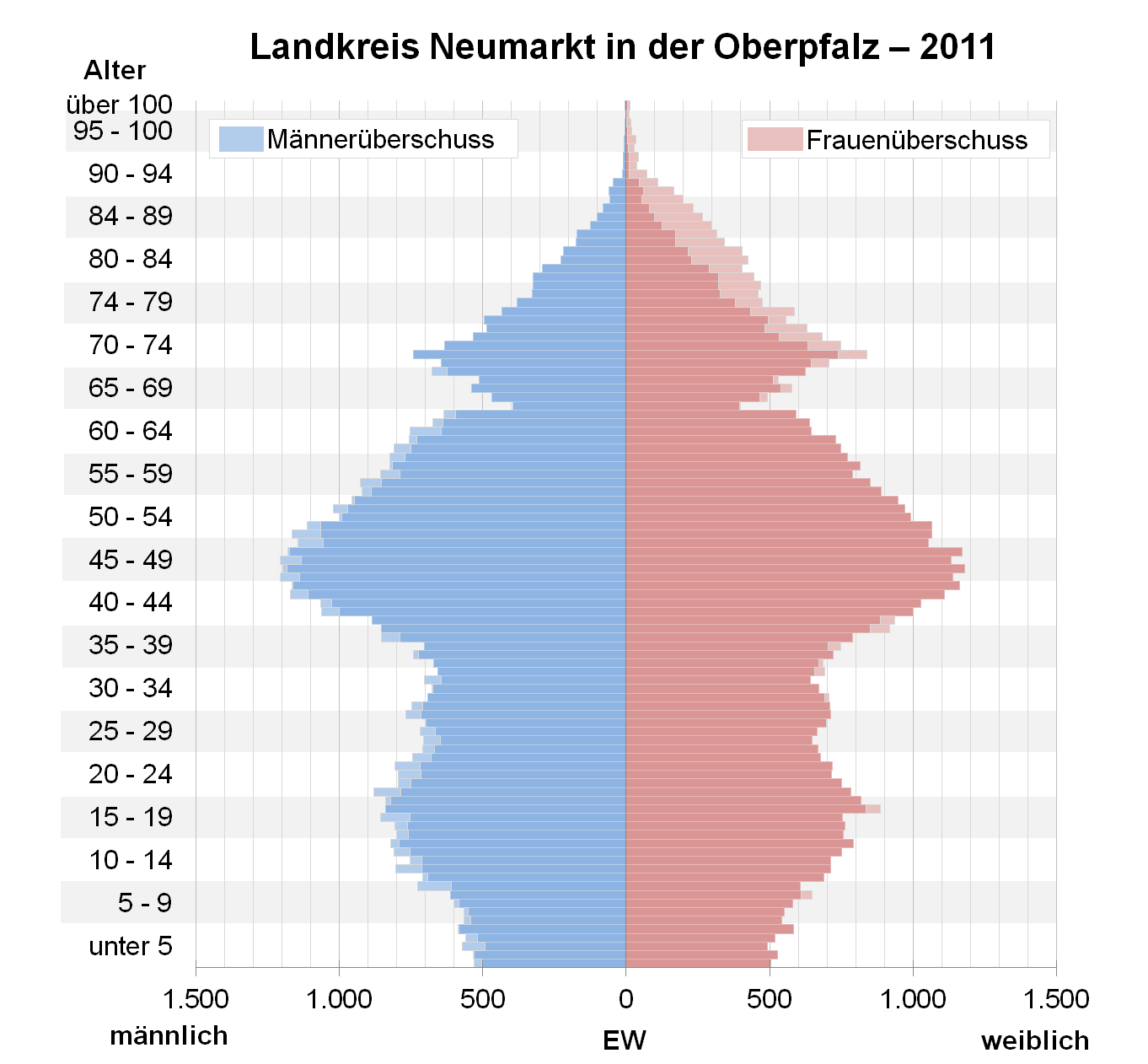
Bevölkerungspyramide für den Kreis Neumarkt in der Oberpfalz (Datenquelle: Zensus 2011.)

Der Landkreis bestand vor der Gebietsreform 1972 aus 69 Gemeinden mit 42.390 Einwohnern, der ehemalige Landkreis Parsberg zählte 55 Gemeinden mit 39.847 Einwohnern. Unmittelbar nach der Kreisgebietsreform betrug die Bevölkerungszahl des neuen Landkreises Neumarkt 94.679 Einwohner, die sich damals auf 59 Gemeinden verteilten. Es folgten weitere Eingemeindungen, so dass der Landkreis Neumarkt heute aus 19 Gemeinden besteht.
Im Landkreis leben heute ca. 128.000 Menschen, davon ca. 40.000 in Neumarkt. Weitere größere Städte und Gemeinden sind Berching, Freystadt und Berg mit jeweils ca. 8000 Einwohnern sowie Postbauer-Heng mit ca. 7000 Einwohnern. Daraus ergibt sich eine Bevölkerungsdichte von etwa 94 Einwohnern pro Quadratkilometer, womit der Landkreis einer der am dünnsten besiedelten in Bayern ist.
| Bevölkerungsverteilung 2014 | Bevölkerungsverteilung 2014 |
| --------------------------- | --------------------------- |
| Bevölkerung gesamt          | 128.975                     |
| Bevölkerung je km²          | 96                          |
| Durchschnittsalter          | 43                          |
| Anteil 0–18 Jahre in %      | 17,1                        |
| Anteil 18–65 Jahre in %     | 62,5                        |
| Anteil über 65 Jahre in %   | 20,4                        |
| Ausländeranteil             | 6,9                         |

| Geburten / Sterbefälle 2014       | Geburten / Sterbefälle 2014 |
| --------------------------------- | --------------------------- |
| Lebendgeborene auf 1000 Einwohner | 8,9                         |
| Sterbefälle auf 1000 Einwohner    | 9,8                         |

Bis heute wächst die Zahl der Einwohner im Kreis beständig. Bis zum Jahr 2000 stieg die Zahl der Einwohner jährlich um 800 bis 1000 Menschen an, dieser Trend schwächt sich jedoch langsam wieder ab, so dass die Zuwachsrate im Jahr 2003 nur noch ca. 600 Personen betrug.
Zwischen 1988 und 2008 wuchs der Landkreis Neumarkt um über 21.000 Einwohner bzw. um rund 20 %. Von 2005 bis 2011 war die Tendenz nach einem Höchststand von rd. 129.000 Einwohnern rückläufig. Ab 2012 stieg die Landkreisbevölkerung wieder an.
Zwischen 1988 und 2018 wuchs der Landkreis von 106.841 auf 133.561 um 26.720 Einwohner bzw. um 25 % – nach Landkreis und Stadt Regensburg der höchste Zuwachs in der Oberpfalz.
Die nachfolgenden Zahlen beziehen sich auf den Gebietsstand vom 25. Mai 1987:
| Bevölkerungsentwicklung | Bevölkerungsentwicklung | Bevölkerungsentwicklung | Bevölkerungsentwicklung | Bevölkerungsentwicklung | Bevölkerungsentwicklung | Bevölkerungsentwicklung | Bevölkerungsentwicklung | Bevölkerungsentwicklung | Bevölkerungsentwicklung | Bevölkerungsentwicklung | Bevölkerungsentwicklung | Bevölkerungsentwicklung | Bevölkerungsentwicklung | Bevölkerungsentwicklung |
| Jahr                    | 1840                    | 1900                    | 1939                    | 1950                    | 1961                    | 1970                    | 1987                    | 1991                    | 1995                    | 2000                    | 2005                    | 2010                    | 2014                    | 2019                    |
| ----------------------- | ----------------------- | ----------------------- | ----------------------- | ----------------------- | ----------------------- | ----------------------- | ----------------------- | ----------------------- | ----------------------- | ----------------------- | ----------------------- | ----------------------- | ----------------------- | ----------------------- |
| Einwohner               | 55.219                  | 57.853                  | 65.917                  | 83.338                  | 82.272                  | 92.705                  | 105.346                 | 113.944                 | 120.519                 | 126.369                 | 128.613                 | 127.769                 | 128.975                 | 134.573                 |

### Klima
Durch seine Lage in Mitteleuropa befindet sich der Landkreis in der kühlgemäßigten Klimazone. Dabei liegt der Landkreis im Übergangsbereich zwischen dem feuchten atlantischen und dem trockenen Kontinentalklima.
|                       | Jan  | Feb  | Mär  | Apr  | Mai  | Jun  | Jul  | Aug | Sep  | Okt  | Nov  | Dez  |   |       |
| Mittl. Tagesmax. (°C) | 2    | 4    | 9    | 14   | 19   | 22   | 24   | 24  | 19   | 14   | 7    | 3    | ⌀ | 13,5  |
| Mittl. Tagesmin. (°C) | −2   | −1   | 1    | 4    | 8    | 11   | 13   | 13  | 10   | 6    | 2    | −1   | ⌀ | 5,4   |
|                       |      |      |      |      |      |      |      |     |      |      |      |      |   |       |
| Niederschlag (mm)     | 29,5 | 27,5 | 35,0 | 30,0 | 33,7 | 50,8 | 56,7 | 40  | 37,5 | 41,3 | 37,4 | 35,5 | Σ | 454,9 |

| −2 |

| −1 |

| 1 |

| 4 |

| 8 |

| 11 |

| 13 |

| 13 |

| 10 |

| 6 |

| 2 |

| −1 |

| −2 |

| −1 |

| 1 |

| 4 |

| 8 |

| 11 |

| 13 |

| 13 |

| 10 |

| 6 |

| 2 |

| −1 |

| N i e d e r s c h l a g | 29,5 | 27,5 | 35,0 | 30,0 | 33,7 | 50,8 | 56,7 | 40  | 37,5 | 41,3 | 37,4 | 35,5 |
|                         | Jan  | Feb  | Mär  | Apr  | Mai  | Jun  | Jul  | Aug | Sep  | Okt  | Nov  | Dez  |

## Geschichte

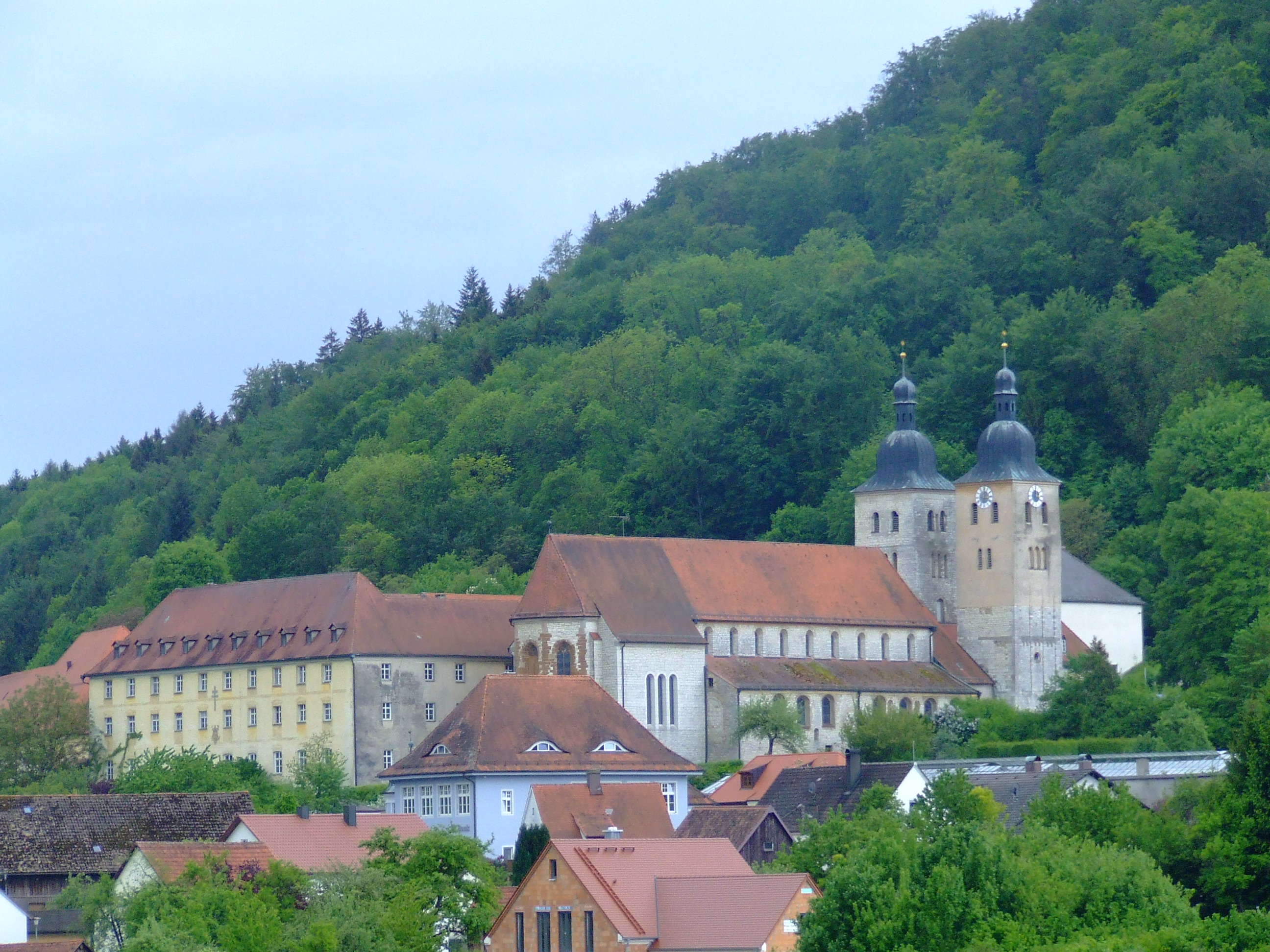
Kloster Plankstetten bei Berching: Gründung der Grafen von Hirschberg im 12. Jahrhundert

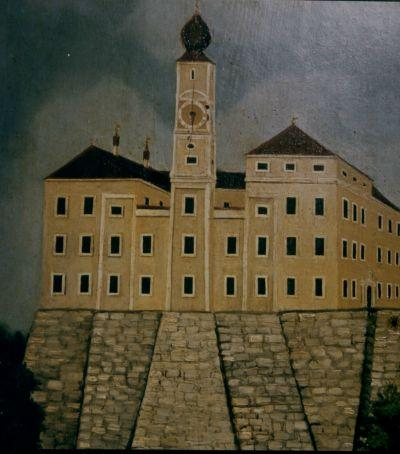
Schloss Helfenberg um 1700 von Hans Georg Asam

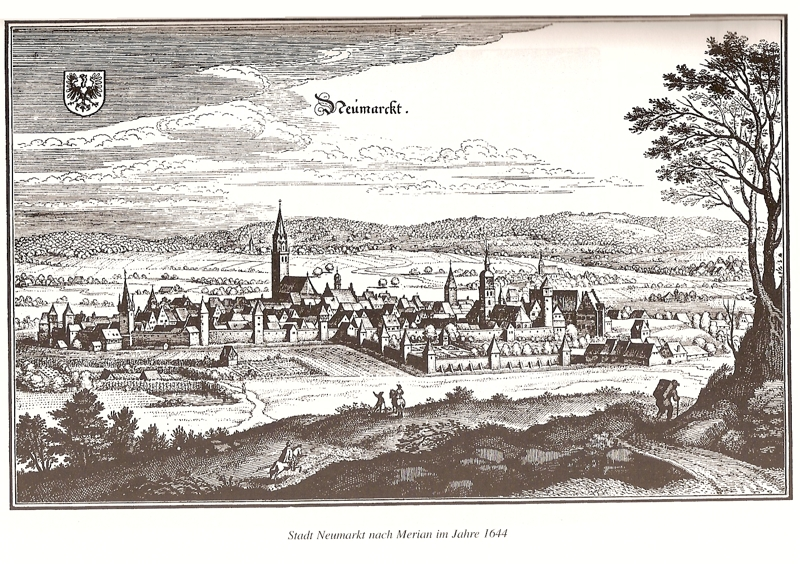
Neumarkt um 1644: Kupferstich von Matthäus Merian

### Von der Urgeschichte bis zum Frühmittelalter
Eine erste Besiedelung dieser Region fand bereits in der Jungsteinzeit, also um 3000 vor Christus statt, worauf zahlreiche Funde von Grabhügeln und Keramikresten hinweisen. Während der Bronzezeit ab 1000 vor Christus nahm die Siedlungstätigkeit weiter zu. Es gibt Spuren von keltischen Wallanlagen, so zum Beispiel bei Berngau oder auf dem Buchberg. Den Römern, die im 1. Jahrhundert nach Christus die Donau erreichten, gelang es nicht, ihr Herrschaftsgebiet bis in den Raum des heutigen Landkreises auszudehnen, der Limes verlief nur knapp südlich der Donau vom heutigen Kelheim aus nach Westen.
Nach dem Untergang des Römischen Reichs drangen die Bajuwaren in das heutige Bayern vor und dehnten sich langsam auch nördlich der Donau aus. Aus dieser Zeit, dem 6. oder 7. Jahrhundert, stammen die zahlreichen Orte, die auf -ing enden, zum Beispiel Pölling oder Deining. Erste fränkische Königshöfe gab es in Berngau und Lauterhofen.

### Vom Hochmittelalter bis zum 19. Jahrhundert
Ab circa 1100 entstand das Geschlecht Wolfstein-Sulzbürg und begann, seine Herrschaft auf den Raum zwischen Sulzbürg, Seligenporten und Lauterhofen auszudehnen. Der südliche Bereich stand vor allem unter dem Einfluss der Herren von Hirschberg. In der gesamten Region entstanden zahlreiche Burganlagen, die heute nur noch teilweise erhalten sind. Ab 1130 entstand die Stadt Neumarkt, die sich rasch zu einem neuen Zentrum entwickelte. Ab 1410 wurde sie pfälzische Residenzstadt, große Teile des heutigen Kreisgebietes gehörten nun zum Herzogtum Pfalz-Neumarkt beziehungsweise zur Kurpfalz. Der Landshuter Erbfolgekrieg erfasste 1504 auch den Raum Neumarkt, welcher jedoch größtenteils weiterhin in wittelsbachischem Besitz blieb und ab Mitte des 16. Jahrhunderts zu Pfalz-Neuburg gehörte. Im Verlauf des Dreißigjährigen Krieges drangen schwedische Truppen wiederholt bis in diese Region vor. 1628 kam das gesamte heutige Landkreisgebiet zum Kurfürstentum Bayern. Neumarkt war keine Residenzstadt mehr und die Stadt und das Umland verloren erheblich an Bedeutung. In den Koalitionskriegen am Ende des 18. Jahrhunderts kam es zu mehreren unbedeutenden Gefechten zwischen österreichischen und französischen Truppen.

### Landgerichte
1803 wurden die Landgerichte in Neumarkt, Hilpoltstein und Parsberg eingerichtet. Neumarkt und Hilpoltstein gehörten zunächst zum Altmühlkreis und ab 1810 zum Oberdonaukreis. 1838 kamen beide Landgerichte zum Regenkreis, zu dem das Landgericht Parsberg bereits gehörte.

### Bezirksämter
Das Bezirksamt Neumarkt wurde im Jahr 1862 durch den Zusammenschluss der Landgerichte älterer Ordnung Hilpoltstein und Neumarkt neu gebildet. Parsberg kam zum Bezirksamt Velburg.
Am 1. Januar 1880 wurde der Amtsgerichtsbezirk Hilpoltstein vom Bezirksamt Neumarkt in der Oberpfalz abgetrennt und mit dem Amtsgerichtsbezirk Greding aus dem Bezirksamt Beilngries zum neuen Bezirksamt Hilpoltstein vereinigt, das nunmehr zu Mittelfranken gehörte. Das Bezirksamt Neumarkt in der Oberpfalz erhielt dafür den Amtsgerichtsbezirk Kastl vom aufgelösten Bezirksamt Velburg. Gleichzeitig wurde ein neues Bezirksamt Parsberg aus dem Amtsgerichtsbezirk Parsberg und dem Amtsgerichtsbezirk Hemau gebildet.
Am 1. Januar 1895 übernahm das Bezirksamt Nürnberg die Gemeinde Hagenhausen des Bezirksamtes Neumarkt in der Oberpfalz.
Im gesamten Bezirksamt machte sich die Industrialisierung bemerkbar. Zwar blieben die Dörfer auch weiterhin vor allem landwirtschaftlich geprägt, jedoch siedelten sich zunächst vereinzelt, später zunehmend Industriebetriebe an. Nach und nach wurden bis ca. 1930 fast alle Orte an die öffentliche Stromversorgung, später auch an die Wasser- und Gasversorgung angeschlossen.
Am 1. Januar 1900 wurde die Gemeinde Eismannsberg aus dem Bezirksamt Neumarkt in der Oberpfalz in das Bezirksamt Nürnberg umgegliedert.
Am 1. Januar 1903 schied die Stadt Neumarkt in der Oberpfalz aus dem Bezirksamt aus und wurde eine kreisunmittelbare Stadt.
Am 1. Oktober 1926 wurde das Bezirksamt Neumarkt in der Oberpfalz mit der Gemeinde Großalfalterbach des Bezirksamtes Beilngries vergrößert.
Ab 1933 übernahm wie überall im Deutschen Reich auch in den Landkreisgemeinden die NSDAP die Macht.

### Bezirksamtmänner/-oberamtmänner (bis 1938), Landräte ab 1939
- 1918–1931: Anton Schaechtl
- 1931–1933: Alois Cejka
- 1933–1936: Josef Judenmann
- 1936–1940: Aquilin Scheublein
- 1940–1942: vakant
- 1943–1942: Theodor Horn (kommissarisch vom 1. Januar bis 1. Mai 1943†)
- 1944–1945: Hermann Greim

### Landkreis Neumarkt in der Oberpfalz
Im Rahmen der Gebietsreform wurde der Landkreis am 1. Juli 1972 neu abgegrenzt:
- Die Stadt Neumarkt in der Oberpfalz verlor ihre Kreisfreiheit und wurde in den Landkreis eingegliedert. Sie erhielt den Status einer Großen Kreisstadt.
- Der aufgelöste Landkreis Beilngries mit Ausnahme der Stadt Beilngries und ihrer Umgebung kam neu zum Landkreis.
- Der größte Teil des aufgelösten Landkreises Parsberg kam neu zum Landkreis.
- Aus dem aufgelösten mittelfränkischen Landkreis Hilpoltstein kamen die Gemeinden Michelbach und Mörsdorf neu zum Landkreis.
- Aus dem aufgelösten Landkreis Riedenburg kamen die Stadt Dietfurt an der Altmühl sowie die Gemeinden Eutenhofen, Gimpertshausen, Griesstetten, Hainsberg, Mallerstetten, Mühlbach, Premerzhofen, Staadorf, Unterbürg, Wildenstein und Zell neu zum Landkreis.
- Der Landkreis Neumarkt gab seinerseits die Gemeinden Allersburg, Hausen, Kastl, Pfaffenhofen, Ransbach, Thonhausen, Utzenhofen, Winkl und Wolfsfeld an den neuen Landkreis Amberg-Sulzbach ab.

Am 1. Mai 1978 war die Gebietsreform im Landkreis abgeschlossen. Seitdem entwickelte sich dieser zu einer wirtschaftlich stabilen Region.
In den 1970er Jahren wurde ein weiteres Teilstück der Autobahn A 3 errichtet, das den Landkreis mit Nürnberg und Regensburg verbindet. Dadurch wurden vor allem die Ortsdurchfahrten entlang der Bundesstraße 8 vom Fernverkehr entlastet. 1992 wurde der Main-Donau-Kanal fertiggestellt, der den Landkreis über Berching, Mühlhausen und Dietfurt durchquert.
1998 fand in Neumarkt die achte Bayerische Landesgartenschau statt. Seit 2005 ist der Landkreis ein Teil der Metropolregion Nürnberg.

## Politik

### Kreistag
Nach der Kreistagswahl am 15. März 2020 setzt sich der Kreistag wie folgt zusammen:
| Kreistagswahl 2020Wahlbeteiligung: 64,7 % (+2,6 %) %50403020100 41,223,911,910,75,03,22,11,9n. k. CSUFWGrüneSPDÖDPAfDFDPLinkeFW/UWPiGewinne und Verlusteim Vergleich zu 2014 %p 25 20 15 10 5 0 −5−10−15−20−25−30−6,1+23,9+2,7−4,6+5,0+3,2± 0,0+1,9−26,2CSUFWGrüneSPDÖDPAfDFDPLinkeFW/UWPAnmerkungen:i Freie Wähler Bayern/Unabhängige Parteifreie Wählergemeinschaft | Sitzverteilung im Kreistag Neumarkt in der Oberpfalz seit 2020Insgesamt 60 Sitze - Linke: 1 - SPD: 6 - Grüne: 7 - ÖDP: 3 - FDP: 1 - FW: 15 - CSU: 25 - AfD: 2 |

| Parteien und Wählergemeinschaften | Parteien und Wählergemeinschaften                                         | 2020   | 2020   | 2014   | 2014   | 2008   | 2008   | 2002   | 2002   | 1996   | 1996   |
| Parteien und Wählergemeinschaften | Parteien und Wählergemeinschaften                                         | %      | Sitze  | %      | Sitze  | %      | Sitze  | %      | Sitze  | %      | Sitze  |
| --------------------------------- | ------------------------------------------------------------------------- | ------ | ------ | ------ | ------ | ------ | ------ | ------ | ------ | ------ | ------ |
| CSU                               | Christlich-Soziale Union in Bayern                                        | 41,2   | 25     | 47,3   | 28     | 47,0   | 28     | 56,0   | 35     | 45,3   | 28     |
| FW                                | Freie Wähler Bayern                                                       | 23,9   | 15     | 0–     | 0–     | 0–     | 0–     | 0–     | 0–     | 0–     | 0–     |
| Grüne                             | Grüne Bayern                                                              | 11,9   | 07     | 9,2    | 06     | 7,6    | 04     | 6,4    | 03     | 7,1    | 04     |
| SPD                               | SPD Bayern                                                                | 10,7   | 06     | 15,3   | 09     | 14,2   | 09     | 16,8   | 10     | 16,3   | 10     |
| ÖDP                               | Ökologisch-Demokratische Partei                                           | 5,0    | 03     | 0–     | 0–     | 0–     | 0–     | 0–     | 0–     | 0–     | 0–     |
| AfD                               | AfD Bayern                                                                | 3,2    | 02     | 0–     | 0–     | 0–     | 0–     | 0–     | 0–     | 0–     | 0–     |
| FDP                               | FDP Bayern                                                                | 2,1    | 01     | 2,1    | 01     | 3,5    | 02     | 2,5    | 01     | 0–     | 0–     |
| Linke                             | Die Linke Bayern                                                          | 1,9    | 01     | 0–     | 0–     | 0–     | 0–     | 0–     | 0–     | 0–     | 0–     |
| FW/UPW                            | Freie Wähler Bayern/Unabhängige Parteifreie Wählergemeinschaft            | 0–     | 0–     | 26,2   | 16     | 27,6   | 17     | 18,3   | 11     | 0–     | 0–     |
| UPW                               | Unabhängige Parteifreie Wählergemeinschaft                                | 0–     | 0–     | 0–     | 0–     | 0–     | 0–     | 0–     | 0–     | 15,3   | 09     |
| CW                                | Christliche Wählergemeinschaft                                            | 0–     | 0–     | 0–     | 0–     | 0–     | 0–     | 0–     | 0–     | 12,2   | 07     |
| NPD/BA                            | Nationaldemokratische Partei Deutschlands/Bürgerinitiative Ausländerstopp | 0–     | 0–     | 0–     | 0–     | 0–     | 0–     | 0–     | 0–     | 2,1    | 01     |
| FDP/FB                            | FDP Bayern/Freie Bürger                                                   | 0–     | 0–     | 0–     | 0–     | 0–     | 0–     | 0–     | 0–     | 1,7    | 01     |
| gesamt                            | gesamt                                                                    | 99,9   | 60     | 100,1  | 60     | 99,9   | 60     | 100,0  | 60     | 100,0  | 60     |
| Wahlbeteiligung                   | Wahlbeteiligung                                                           | 64,7 % | 64,7 % | 62,1 % | 62,1 % | 66,6 % | 66,6 % | 71,0 % | 71,0 % | 75,5 % | 75,5 % |

### Landrat

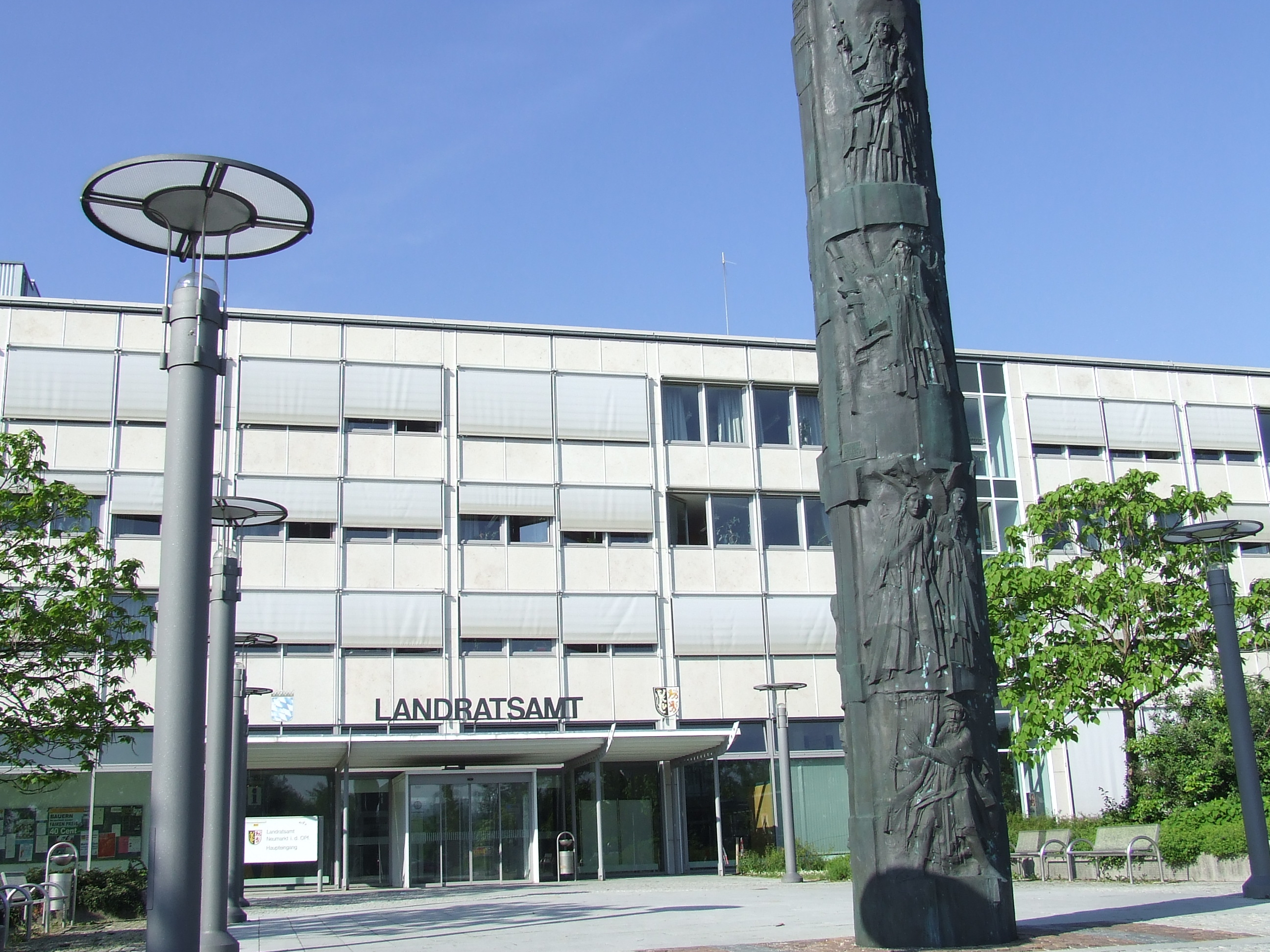
Landratsamt Neumarkt in der Oberpfalz

Seit 2014 ist Willibald Gailler Landrat des Landkreises Neumarkt. Er trat für die CSU an. Bei der Kommunalwahl 2020 wurde er mit 50,8 % der gültigen Stimmen im Amt bestätigt.
Vor ihm regierten die Landräte Otto Schedl (1948–1957), Josef Werner Bauer (1958–1996) und Albert Löhner (1996–2014), alle Mitglieder der CSU.

### Landtags- und Bundestagswahlen
Seit 1945 ist der Landkreis eine Hochburg der CSU. Bei den Landtagswahlen konnte sich die CSU immer eine Zweidrittelmehrheit einholen oder verfehlte sie nur knapp. Auch bei den Bundestagswahlen lagen die Ergebnisse jeweils bei 60 bis 65 Prozent. Ein Hoch erreichten die Wahlergebnisse 2002, als die CSU 69 Prozent erzielte. Noch höher fielen diese Werte bei den vorherigen Europawahlen aus, hier lag das CSU-Ergebnis 1999 sogar bei 75 Prozent. Bei den Landtagswahlen 2008 sowie den Europa- und Bundestagswahlen 2009 musste die CSU jedoch deutliche Verluste hinnehmen, blieb aber mit Ergebnissen von knapp 50 bzw. 60 Prozent bei der Europawahl stärkste Kraft.
Entsprechend niedrig sind jeweils die Stimmenanteile der anderen Parteien, die SPD erreicht zum Beispiel meist Werte um 20 Prozent, die übrigen Parteien noch weniger. Bei den Landtagswahlen sind jedoch die Freien Wähler deutlich erstarkt.

### Wappen
| | Blasonierung: „Gespalten von Schwarz und Silber; vorne ein linksgewendeter, rot bewehrter und rot gekrönter goldener Löwe; hinten übereinander zwei rote Löwen, der obere schreitend, der untere aufgerichtet.“ |
| Wappenbegründung: Der rotgekrönte goldene Löwe als kurpfälzisches Wappentier repräsentiert den umfangreichen alten Besitz der Wittelsbacher im heutigen Kreisgebiet. Die beiden roten Löwen stehen für eines der bedeutendsten Herrengeschlechter dieser Gegend, die Herren von Wolfstein-Sulzbürg, deren ältestes aus dem Jahr 1292 stammendes Siegel zwei Löwen übereinander zeigt, von denen der obere schreitend und der untere aufgerichtet dargestellt ist. | |

## Wirtschaft und Infrastruktur
Der Landkreis profitiert stark von seiner Lage zwischen den beiden Großstädten Nürnberg und Regensburg. Zahlreiche, vor allem mittelständische Unternehmen haben sich hier angesiedelt: Im Jahr 2004 entfielen auf 1000 Einwohner 41 Betriebe, womit der Landkreis knapp unter dem bayerischen Mittelwert von 48 Betrieben je 1000 Einwohnern liegt. Auch bei den Daten zu Steuereinnahmen und öffentlichen Finanzen liegt der Landkreis jeweils im Umfeld des bayerischen Durchschnitts.
Die Nähe zu Nürnberg und Regensburg beeinflusst auch die Pendlerströme: Die Quote der Einpendler liegt bei 61,7 Prozent, die der Auspendler bei 68,4 Prozent. Der nördliche und westliche Teil des Kreises orientieren sich dabei hauptsächlich nach Nürnberg, der südöstliche Teil nach Regensburg.
Im Zukunftsatlas 2016 belegte der Landkreis Platz 112 von 402 Landkreisen, Kommunalverbänden und kreisfreien Städten in Deutschland und zählt damit zu den Regionen mit „Zukunftschancen“.

### Industrie und Dienstleistung

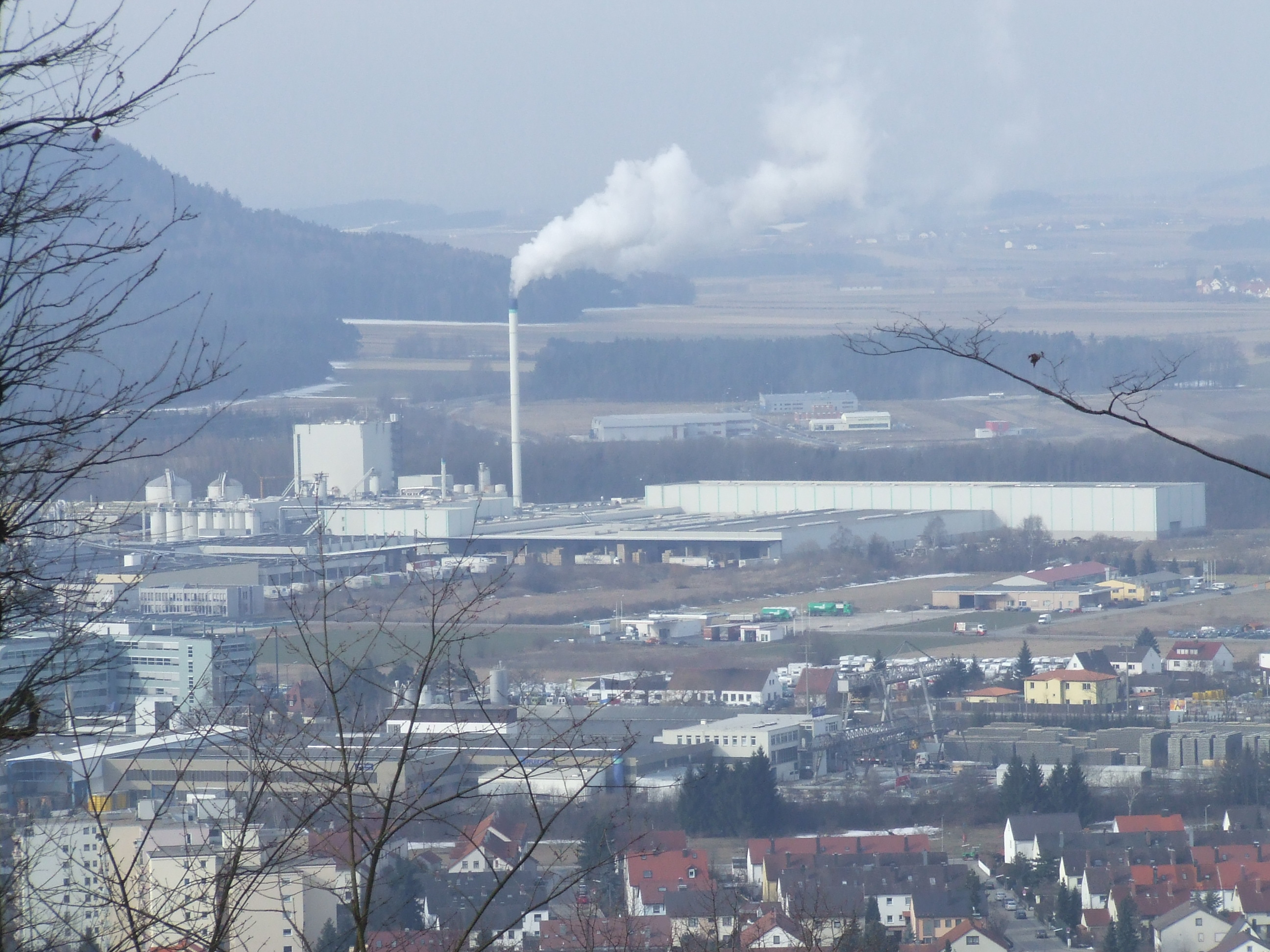
Neumarkt: Industriegebiet Süd

Als Wirtschaftsstandort konnte sich der Kreis Neumarkt vor allem nach dem Zweiten Weltkrieg entwickeln. Unternehmen aus unterschiedlichen Branchen haben sich dort angesiedelt. Wirtschaftliches Zentrum des Kreises ist Neumarkt.
In den etwa 5280 Betrieben und Unternehmen im Landkreis sind im Durchschnitt etwa sechs Menschen beschäftigt, womit der Landkreis bei der Größe der Industriebetriebe im unteren Drittel des bayerischen Durchschnitts liegt. Von 1000 Einwohnern sind etwa 78 im produzierenden Gewerbe und 39 im Baugewerbe beschäftigt.
Der größte Betrieb im Landkreis ist die Pfleiderer GmbH in Neumarkt, die im Bereich Holzwerkstoffe tätig ist. Die Firmengruppe Max Bögl und die Klebl GmbH, ebenfalls beide in Neumarkt, sind zwei große Bauunternehmungen, die auch international tätig sind. In Parsberg befindet sich die Zentrale der international tätigen Freitag Gruppe. Die Nürnberger DEHN SE + Co KG unterhält in Neumarkt eine Zweigstelle. Die Bionorica stellt am Standort Neumarkt pflanzliche Arzneimittel her.
Die Huber SE in Erasbach bei Berching ist ein internationaler Produzent von Abwassersystemen. Unter anderem in Lauterhofen befindet sich ein großer Kalksteinbruch. Die Kago GmbH & Co. KG in Postbauer-Heng stellte bis 2016 Kamine und Kaminöfen her.

### Landwirtschaft
Bis heute spielt die Landwirtschaft vor allem in den ländlichen Gemeinden eine große Rolle. Die durchschnittliche Betriebsgröße der landwirtschaftlichen Betriebe liegt bei etwa 23 Hektar. 2003 gab es im Landkreis 2645 Betriebe mit einer Größe über zwei Hektar, 1999 waren es noch 3078, 1979 noch 4909.
Die gesamte landwirtschaftliche Fläche im Landkreis wird zu 75 Prozent als Ackerland und zu 25 Prozent als Dauergrünland genutzt. Die Tierzucht besteht größtenteils aus Schweine- und Rinderzucht, an dritter Stelle folgt die Schafzucht. Ein durchschnittlicher Rinderzuchtbetrieb hat eine Bestandsgröße von ca. 46, der Wert in der Schweinezucht liegt bei 56.

### Tourismus

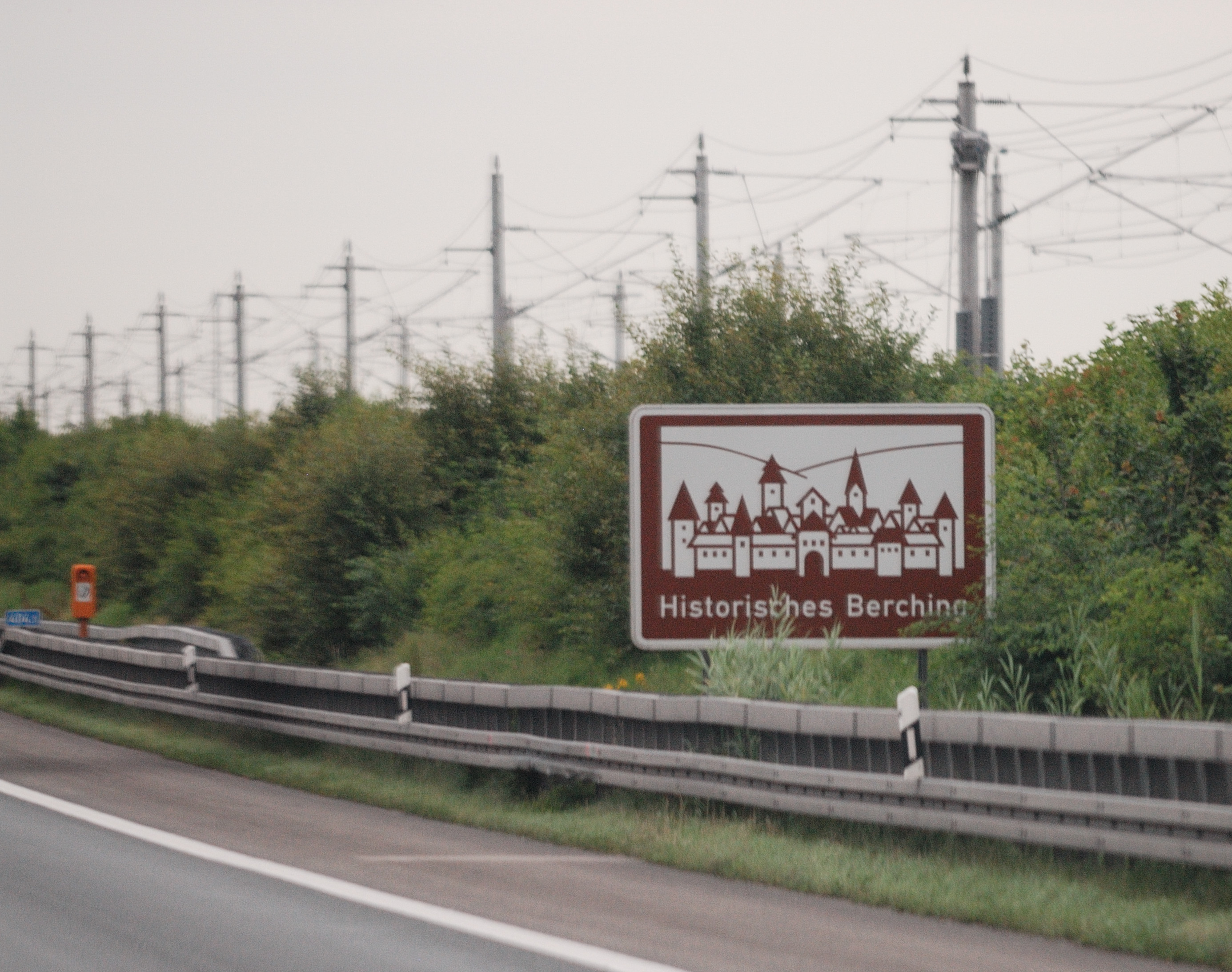
Mehrere Orte werden an den Autobahnen in der Region beworben: Unterrichtungstafel für Berching an der A 9

Seit den 1990er Jahren entwickelt sich der Landkreis zunehmend auch zu einer bei Touristen beliebten Region. Schon seit Längerem spielt der Tourismus in den Gemeinden im Naturpark Altmühltal, in Berching und Dietfurt eine besondere Rolle, dort werden die meisten Übernachtungen verzeichnet, Ähnliches gilt auch für Velburg. In neuerer Zeit entwickelt sich auch Neumarkt zu einem touristischen Anziehungspunkt, die Landesgartenschau 1998 und ein völlig neu erarbeitetes Fremdenverkehrskonzept waren dafür ausschlaggebend.
Die Ferienstraße Straße der Kaiser und Könige führt von Nürnberg über Neumarkt nach Regensburg, die Deutsche Ferienroute Alpen–Ostsee verläuft entlang der Altmühl auch durch den südlichsten Teil des Landkreises. Mehrere überregionale Rad- und Wanderwege, zum Beispiel der Fünf-Flüsse-Radweg, die Tour de Baroque und der Frankenweg führen durch den Landkreis.
Der Landkreis ist bemüht, seine touristische Infrastruktur noch weiter auszubauen. So wurden mehrere regionale Rad- und Wanderrouten neu angelegt und markiert, an zahlreichen Stellen weisen Informationstafeln auf Sehenswürdigkeiten hin. Der Kreis ist unter anderem Mitglied im Tourismusverband Ostbayern und wirbt unter dem Label Oberpfälzer Jura-Täler, Neumarkt selbst auch zusammen mit Amberg, Deggendorf, Landshut, Regensburg und Straubing unter Städte in Ostbayern.
| Fremdenverkehr im Jahr 2016                           | Fremdenverkehr im Jahr 2016 |
| ----------------------------------------------------- | --------------------------- |
| Gästeübernachtungen insgesamt                         | 444.224                     |
| Durchschnittliche Aufenthaltsdauer der Gäste in Tagen | 1,9                         |
| Durchschnittliche Bettenauslastung                    | 35,5 %                      |
| Anteil der Gäste aus dem Ausland                      | 23,1 %                      |

### Verkehr

#### Straßenverkehr
Wichtigste Straßenverbindungen sind die Bundesautobahn 3 von Nürnberg nach Regensburg und die Bundesstraßen 8 und 299, die sich in Neumarkt kreuzen.
Die A 3 passiert den Landkreis von Nordwest nach Südost und hat dort fünf Anschlussstellen. Die Autobahnen A 6 von Nürnberg nach Prag und A 9 von Nürnberg nach München berühren den Landkreis im Norden bei Lauterhofen und im Westen bei Pyrbaum und Freystadt.
Die Bundesstraße 8 verläuft, von Nürnberg kommend, parallel zur A 3 von Nordwesten nach Südosten durch den Landkreis. Sie berührt die Orte Postbauer-Heng, Neumarkt, Deining, Seubersdorf und Parsberg. Anschließend verlässt sie den Kreis und verläuft weiter über Beratzhausen nach Regensburg. Die Bundesstraße 299 erreicht, von Amberg kommend, den Landkreis bei Lauterhofen und führt weiter über Pilsach, Neumarkt, Sengenthal, Mühlhausen und Berching nach Beilngries und in Richtung Landshut.
Ein dichtes Netz von Staats- und Kreisstraßen deckt den gesamten Landkreis ab.
Durch forcierten Straßenbau werden die bestehenden Verbindungen verbessert und erweitert. Größere Planungen sehen den Bau von Ortsumgehungen (z. B. in Mühlhausen an der B 299 oder in Berg) vor.
| Zugelassene Kraftfahrzeuge im Jahr 2006 | Zugelassene Kraftfahrzeuge im Jahr 2006 |
| --------------------------------------- | --------------------------------------- |
| Kraftfahrzeuge gesamt je 1000 Einwohner | 809,5                                   |
| PKW je 1000 Einwohner                   | 608,9                                   |
| Krafträder je 1000 Einwohner            | 76,5                                    |

#### Schienen- und Nahverkehr

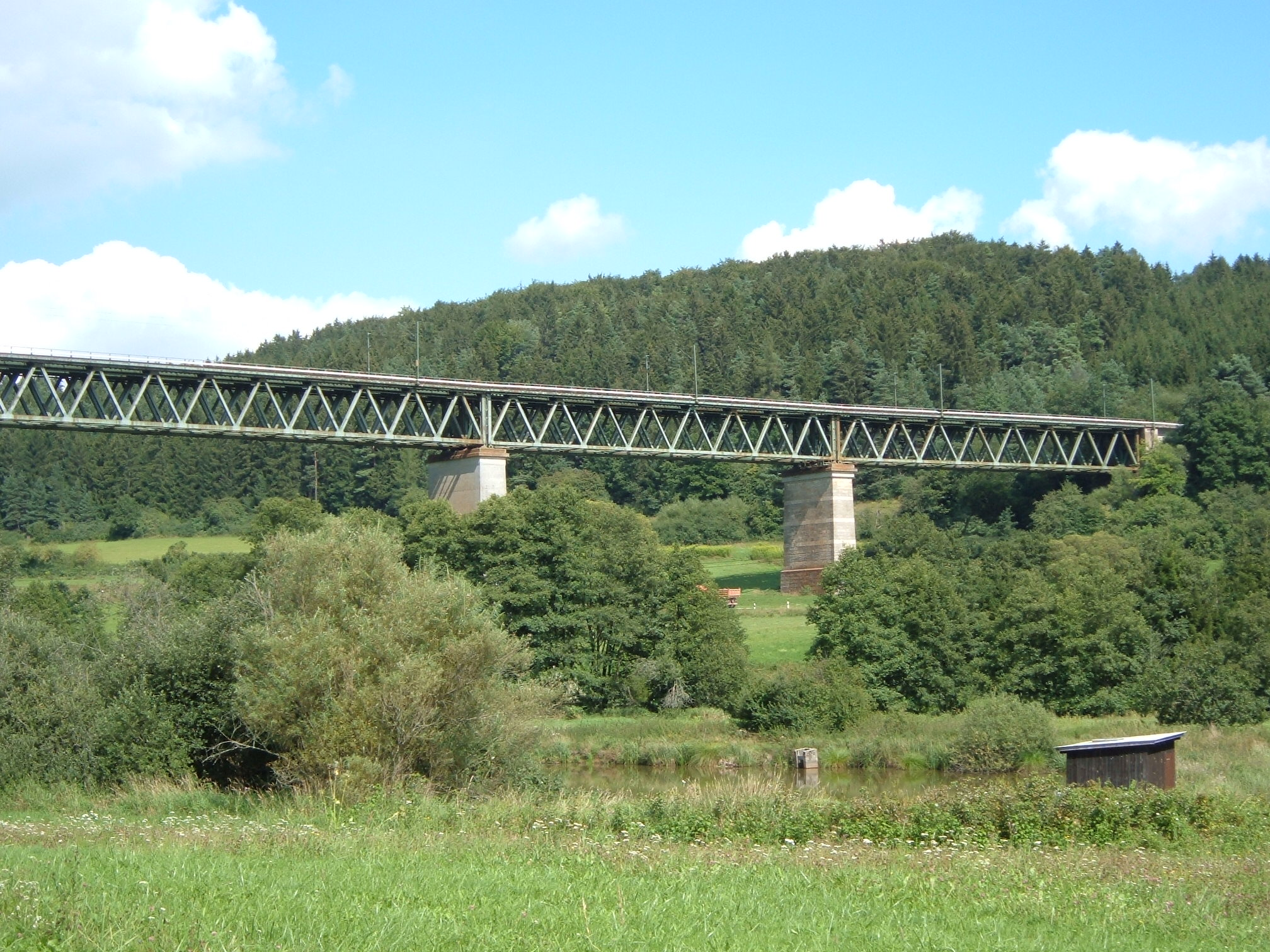
Das Laberviadukt bei Deining-Bahnhof

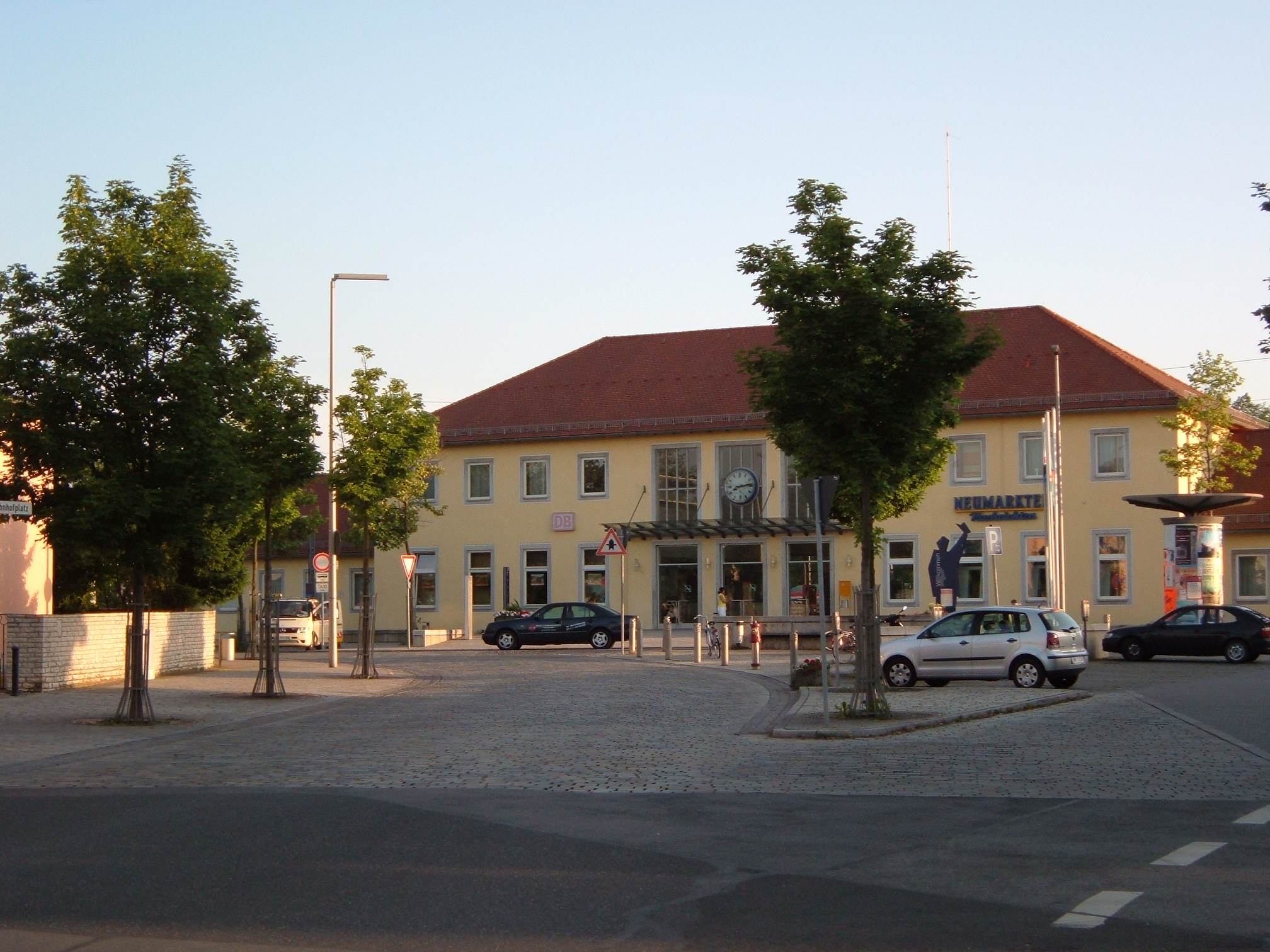
Bahnhof Neumarkt in der Oberpfalz

Das Gebiet des heutigen Landkreises erhielt den Eisenbahnanschluss in den Jahren 1871/1873 durch die Bahnstrecke Regensburg–Nürnberg der AG der Bayerischen Ostbahnen. Von Neumarkt ausgehend ließ die Bayerische Staatsbahn 1888 eine Lokalbahn ins Sulztal nach Berching und Beilngries erbauen, die gleichzeitig eine Abzweigung in Greißelbach nach Freystadt bekam. Die Verlängerung von Beilngries–Dietfurt folgte 1909.
Außerdem erhielten im heutigen Kreisgebiet folgende Gemeinden einen Anschluss durch Lokalbahnen:
- 1902 Pyrbaum durch die Linie Burgthann–Allersberg
- 1903 Lauterhofen als Endpunkt der Strecke von Amberg.

Über die Hälfte des Gesamtnetzes von 91 Kilometer Länge ging durch die Einstellung des Personenverkehrs auf den Lokalbahnen verloren:
- 1960: Greißelbach–Freystadt (10 km)
- 1962: Amberg–Kastl–Brunn–Lauterhofen (3 km)
- 1966: Beilngries–Dietfurt (4 km)
- 1973: Burgthann–Pyrbaum–Seligenporten–Allersberg (8 km)
- 1987: Neumarkt–Greißelbach–Berching–Beilngries (25 km)

Es verblieben nur noch 41 Kilometer Hauptstrecke, die heutige Kursbuchstrecke 880. Ihr wichtigster Bahnhof ist Neumarkt, eine Station für den Nah- und Fernverkehr. Die Linie S3 der S-Bahn Nürnberg nahm im Dezember 2010 zwischen Nürnberg und Neumarkt ihren Betrieb auf. Die südlichen und westlichen Gemeinden profitieren auch von den beiden neuen Regionalbahnhöfen in Kinding und Allersberg an der Schnellfahrstrecke Nürnberg–Ingolstadt.
Daneben wird der Nahverkehr vor allem durch zahlreiche Buslinien bedient, die den Landkreis nahezu vollständig abdecken und größtenteils sternförmig auf Neumarkt ausgerichtet sind. In Neumarkt verkehren außerdem städtische Busse. Der gesamte Kreis ist in den Verkehrsverbund Großraum Nürnberg, der südöstliche Teil zusätzlich auch in den Regensburger Verkehrsverbund integriert.

#### Wasserverkehr

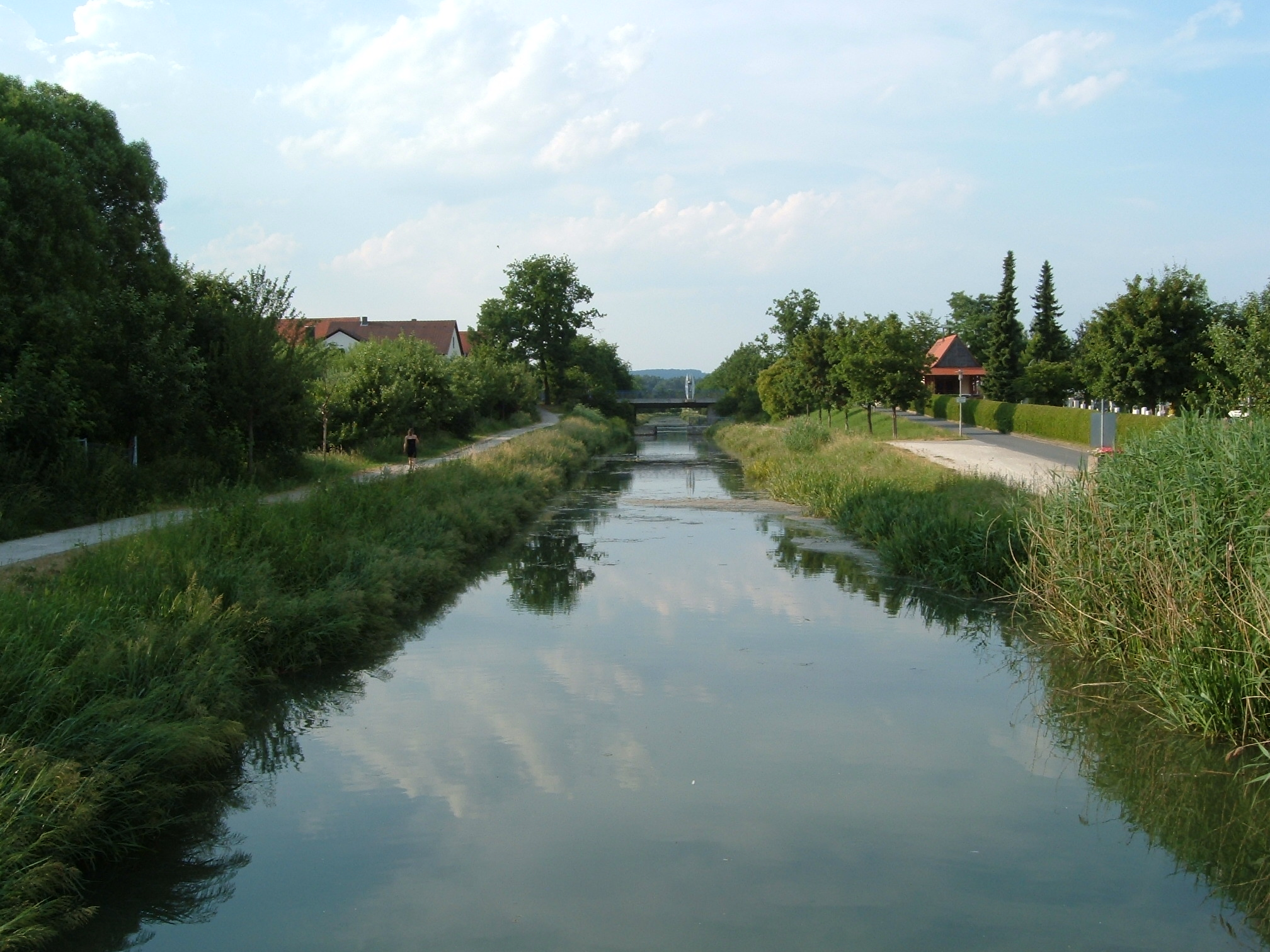
Der Ludwigskanal

Ab 1830 begann im Raum Neumarkt der Bau des Ludwig-Donau-Main-Kanals, der 1846 fertiggestellt wurde. Diese Verbindung von Main und Donau durchquert das heutige Landkreisgebiet über Berg, Neumarkt und Berching von Nord nach Süd. Zwischen Sengenthal und Schwarzenbruck befindet sich die Scheitelhaltung des Kanals, auf der er die europäische Wasserscheide überquert. Häfen befanden sich in Neumarkt und Berching. Nachdem der Verkehr 1950 zum einen wegen schwerer Kriegszerstörungen, zum anderen auch wegen seiner Unwirtschaftlichkeit eingestellt worden ist, ist der Kanal heute ein beliebtes Naherholungsgebiet für Angler, Radfahrer und Spaziergänger.
Sein Nachfolger, der Main-Donau-Kanal wurde nach mehrjähriger Bauzeit 1992 fertiggestellt und verläuft ebenfalls durch den Landkreis. Eine Güterlände wurde in Mühlhausen errichtet, Touristikschiffe legen vor allem in Berching an. Die Schleusen Berching, Bachhausen und Dietfurt befinden sich ebenfalls im Landkreis.

### Medien

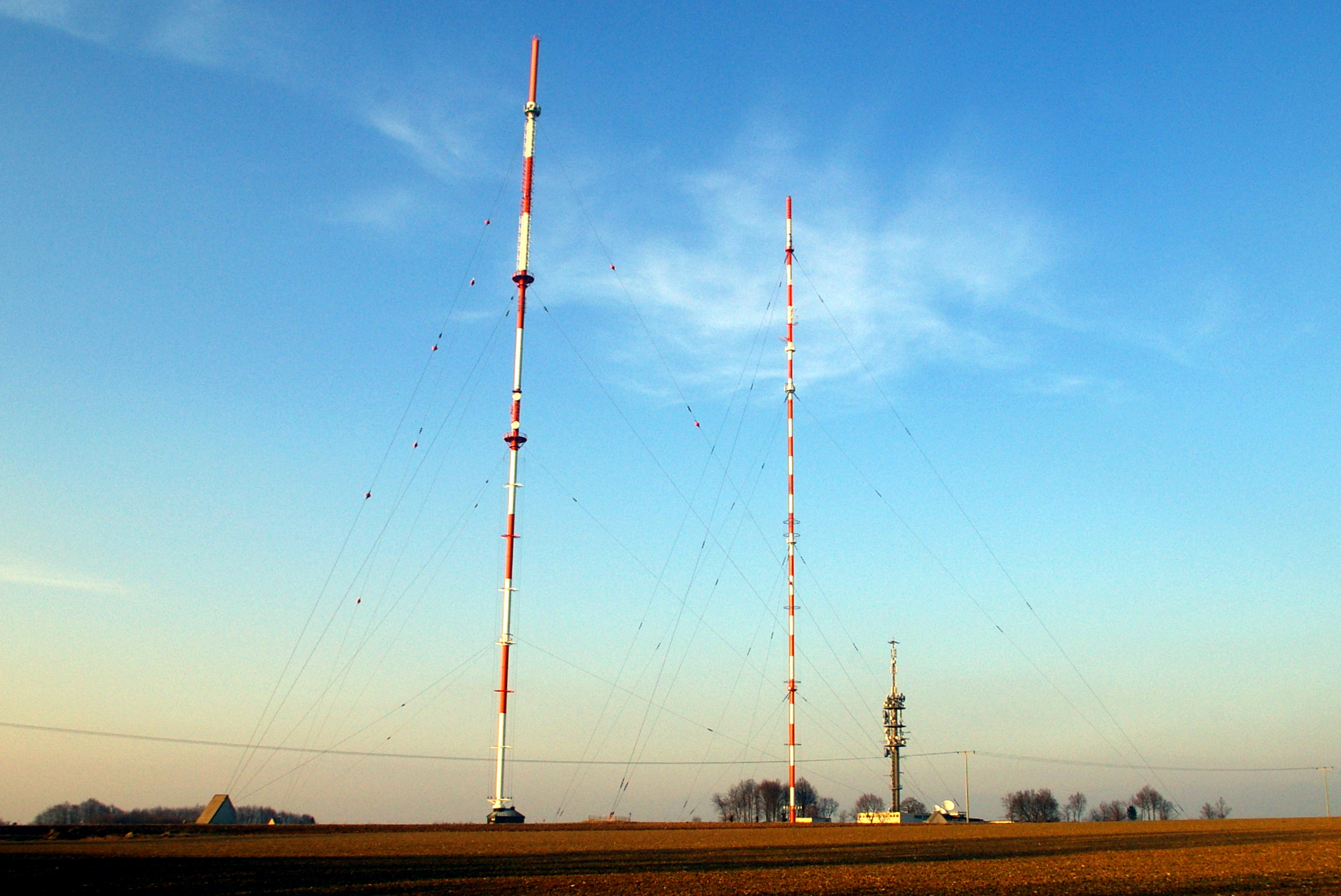
Sendeanlage auf dem Dillberg bei Neumarkt

Im Bereich der Printmedien erscheinen im Landkreis zwei große Tageszeitungen, die Neumarkter Nachrichten als Lokalausgabe der Nürnberger Nachrichten sowie das Neumarkter Tagblatt als Lokalausgabe der Mittelbayerischen Zeitung, außerdem berichtet auch der Donaukurier in seiner B-Ausgabe aus Berching und Dietfurt. Daneben erscheinen diverse Anzeigenblätter wochenweise, wie zum Beispiel die Rundschau, das Neumarkter Wochenblatt und der Wochen-Anzeiger, teilweise jedoch nur in Teilgebieten des Landkreises. Das monatlich erscheinende Szene-Magazin Hugo Neumarkt berichtet über das Kultur- und Nachtleben in Neumarkt sowie in Nürnberg, Regensburg und Ingolstadt.
Die Sendung marktplatz neumarkt des Nürnberger Lokalsenders Franken TV ist speziell auf Themen aus der Stadt Neumarkt und dem Landkreis ausgerichtet. Der Sender ist über Satellit und im Kabelfernsehen verfügbar. Der von 1992 bis 2019 in Neumarkt empfangbare intv wurde eingestellt. Der Regensburger Radiosender Charivari kann mit einer eigenen Neumarkter Regionalausgabe im gesamten Landkreis über DAB+ und Ultrakurzwelle empfangen werden. Der Bayerische Rundfunk betreibt ein Regionalstudio. 

### Behörden und öffentliche Einrichtungen

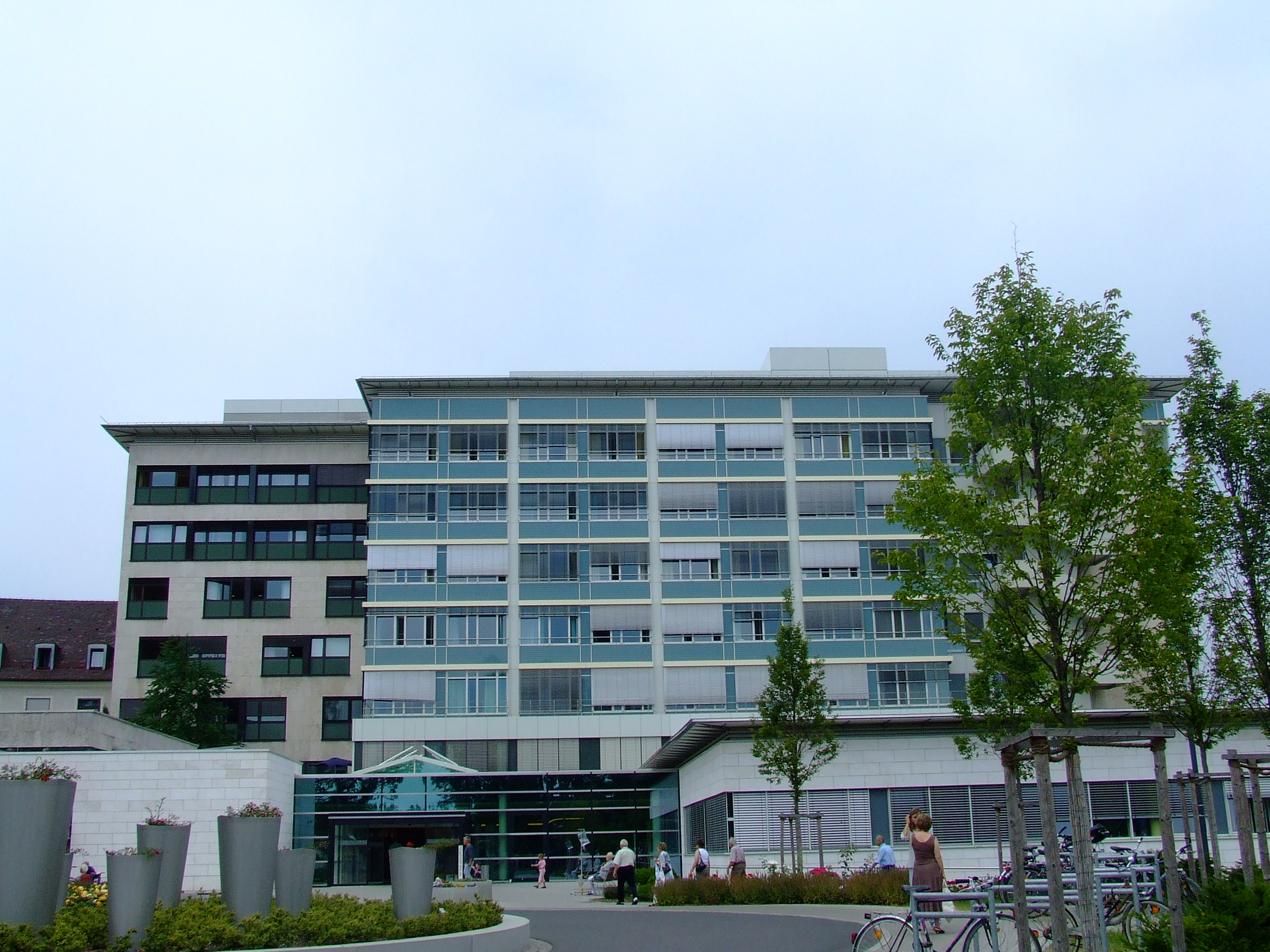
Klinikum Landkreis Neumarkt in der Oberpfalz

Sämtliche Behörden des Landkreises, darunter das Landratsamt, das Finanzamt, das Forstamt und das Gesundheitsamt haben ihren Sitz in Neumarkt, zum Teil unterhalten sie Außenstellen in verschiedenen Orten im Landkreis. Die Arbeitsagentur Neumarkt ist ebenfalls für den gesamten Landkreis zuständig.
Die Gesundheitsversorgung übernimmt vor allem das Klinikum Neumarkt in der Oberpfalz, weitere Krankenhäuser gibt es in Parsberg und Berching. Insgesamt stehen ca. 560 Betten zur Verfügung.
Der Landkreis gehört zum Polizeipräsidium Regensburg, Polizeiinspektionen gibt es in Neumarkt und Parsberg.
Das Straßennetz wird von den Straßenmeistereien Neumarkt und Parsberg betreut, für die Bundesautobahn 3 ist die Autobahnmeisterei in Neumarkt, für die A 6 die Autobahnmeisterei Lauterhofen zuständig.

### Bildung und Kinderbetreuung

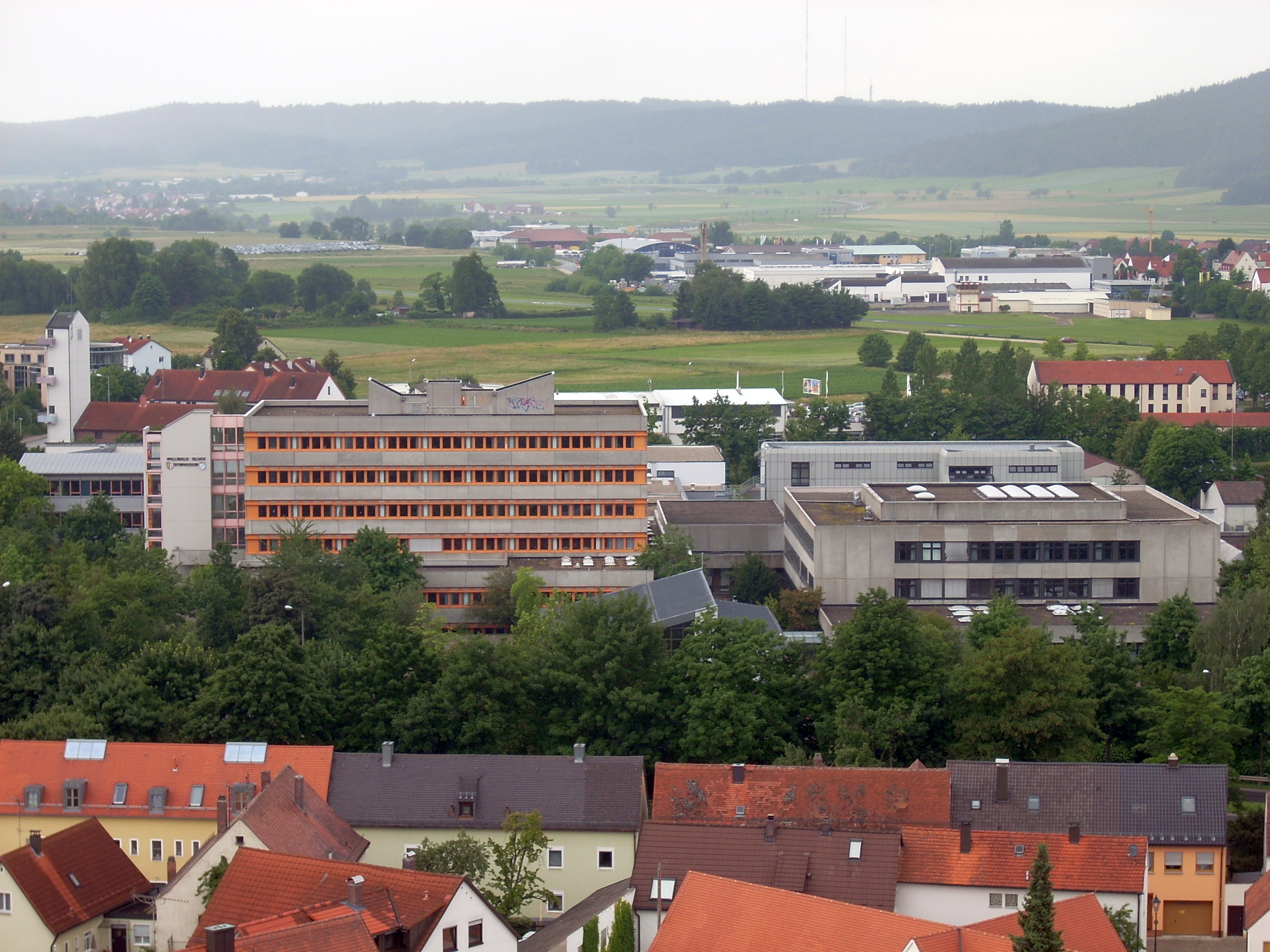
Ostendorfer-Gymnasium und ehemaliges Gebäude des Willibald-Gluck-Gymnasiums in Neumarkt

In allen Gemeinden existieren Grundschulen, teilweise auch Mittelschulen. Realschulen befinden sich in Neumarkt, Berching und Parsberg, neben dem Willibald-Gluck-Gymnasium und dem Ostendorfer-Gymnasium in Neumarkt gibt es außerdem ein Gymnasium in Parsberg. Das Gymnasium Beilngries im Landkreis Eichstätt wird auch von Schülern aus Berching und Mühlhausen besucht. Die Sonderpädagogischen Förderzentren in Neumarkt und Parsberg übernehmen Förder- und Vorbereitungsaufgaben im Hinblick auf das Schulleben für Kinder ab dem Vorschulalter.
Die Bildung und Förderung behinderter und psychisch kranker Menschen findet im Landkreis hauptsächlich bei der Lebenshilfe Neumarkt e. V. statt, so beispielsweise im lernpädagogischen Zentrum im Stadtteil Höhenberg oder in den Jura-Werkstätten.
| Schulwesen im Schuljahr 2006/2007                | Schulwesen im Schuljahr 2006/2007 |
| ------------------------------------------------ | --------------------------------- |
| Durchschnittliche Klassenstärke an Volksschulen  | 23,0                              |
| Anteil der ausländischen Schüler an Grundschulen | 3,4 %                             |
| Anteil der ausländischen Schüler an Hauptschulen | 5,9 %                             |
| Durchschnittliche Klassenstärke an Realschulen   | 29,6                              |
| Anteil der ausländischen Schüler an Realschulen  | 1,0 %                             |
| Durchschnittliche Klassenstärke an Gymnasien     | 29,1                              |
| Anteil der ausländischen Schüler an Gymnasien    | 1,4 %                             |

| Kindergärten im Jahr 2005           | Kindergärten im Jahr 2005 |
| ----------------------------------- | ------------------------- |
| Anzahl Kindergärten                 | 57                        |
| Anzahl Kindergartenplätze           | 3763                      |
| Anzahl der ganztagsbetreuten Kinder | 38,4 %                    |

Zudem gibt es in Neumarkt auch eine Berufsschule, eine Berufsoberschule sowie eine Fachoberschule und eine Landwirtschaftsschule.
Die Fachhochschule für angewandtes Management in Neumarkt bietet verschiedene betriebswirtschaftliche Studiengänge an. Zudem wird der Studiengang der TH Nürnberg Management in der Biobranche in Neumarkt angeboten.
Die Georg-Simon-Ohm-Hochschule Nürnberg unterhält eine Zweigstelle in der Krankenpflegeschule am Klinikum, in der der Studiengang Betriebswirtschaft mit Schwerpunkt Gesundheitsökonomie angeboten wird.
Die nächsten staatlichen Hochschulen befinden sich in Nürnberg, Erlangen und Regensburg. Im Dietfurter Ortsteil Mühlbach befindet sich ein Ausbildungszentrum für Kaminkehrer. Zudem übernehmen auch die Volkshochschule in Neumarkt sowie mehrere Bibliotheken in den verschiedenen Orten den Bildungsauftrag.

## Sehenswertes, Kunst und Kultur

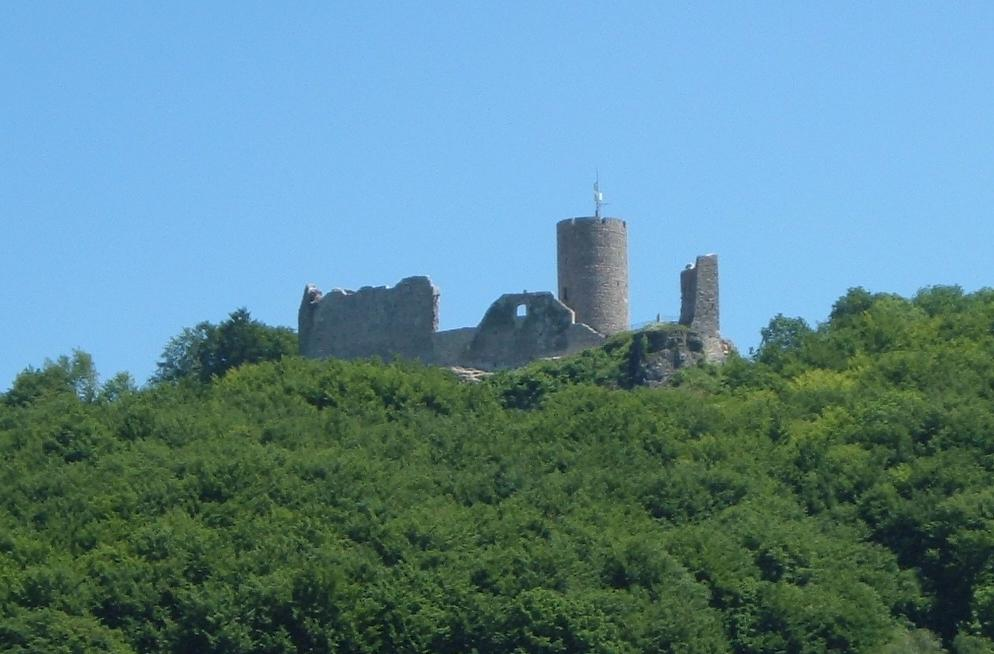
Burgruine Wolfstein in Neumarkt

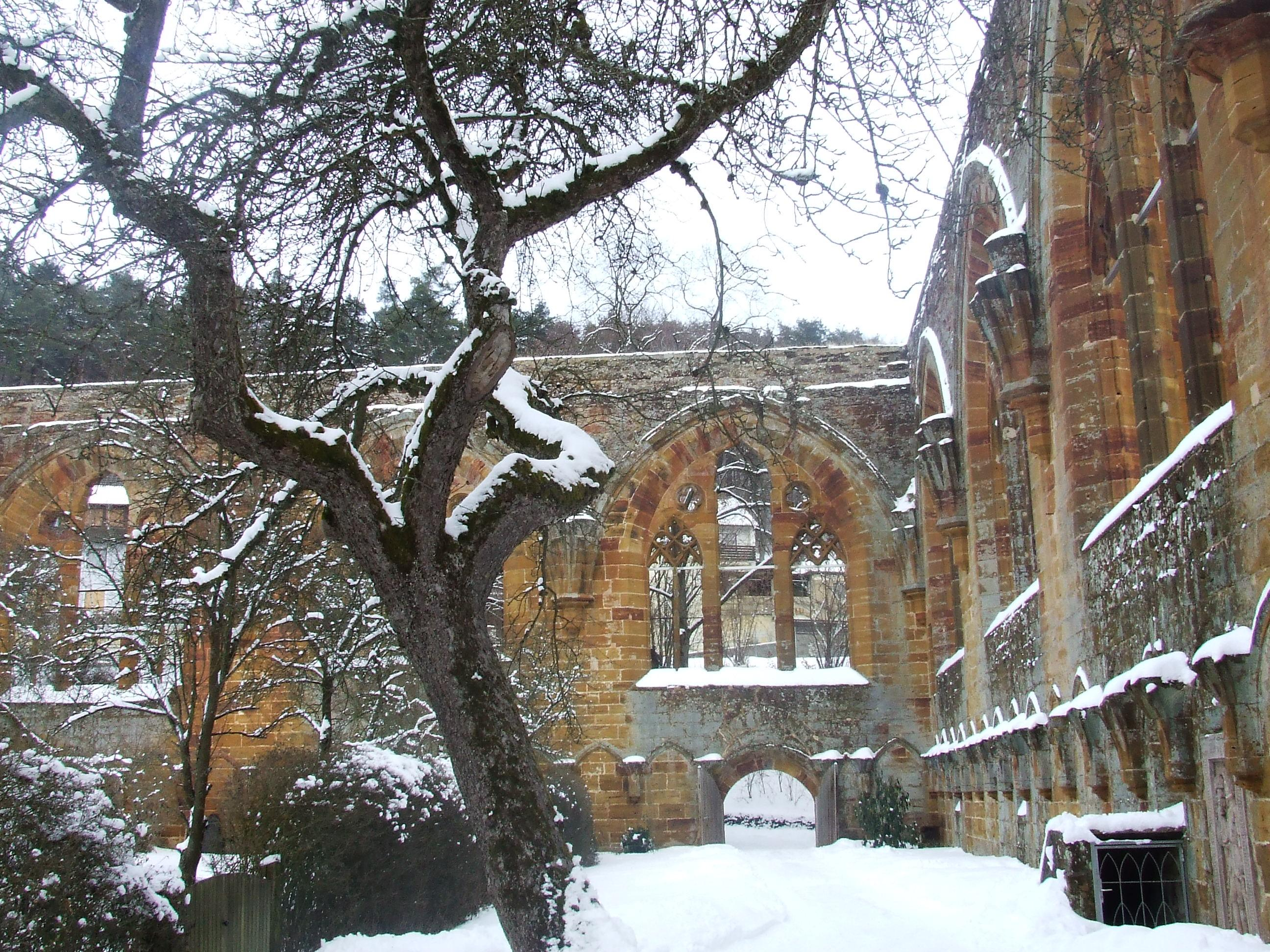
Kloster Gnadenberg bei Berg

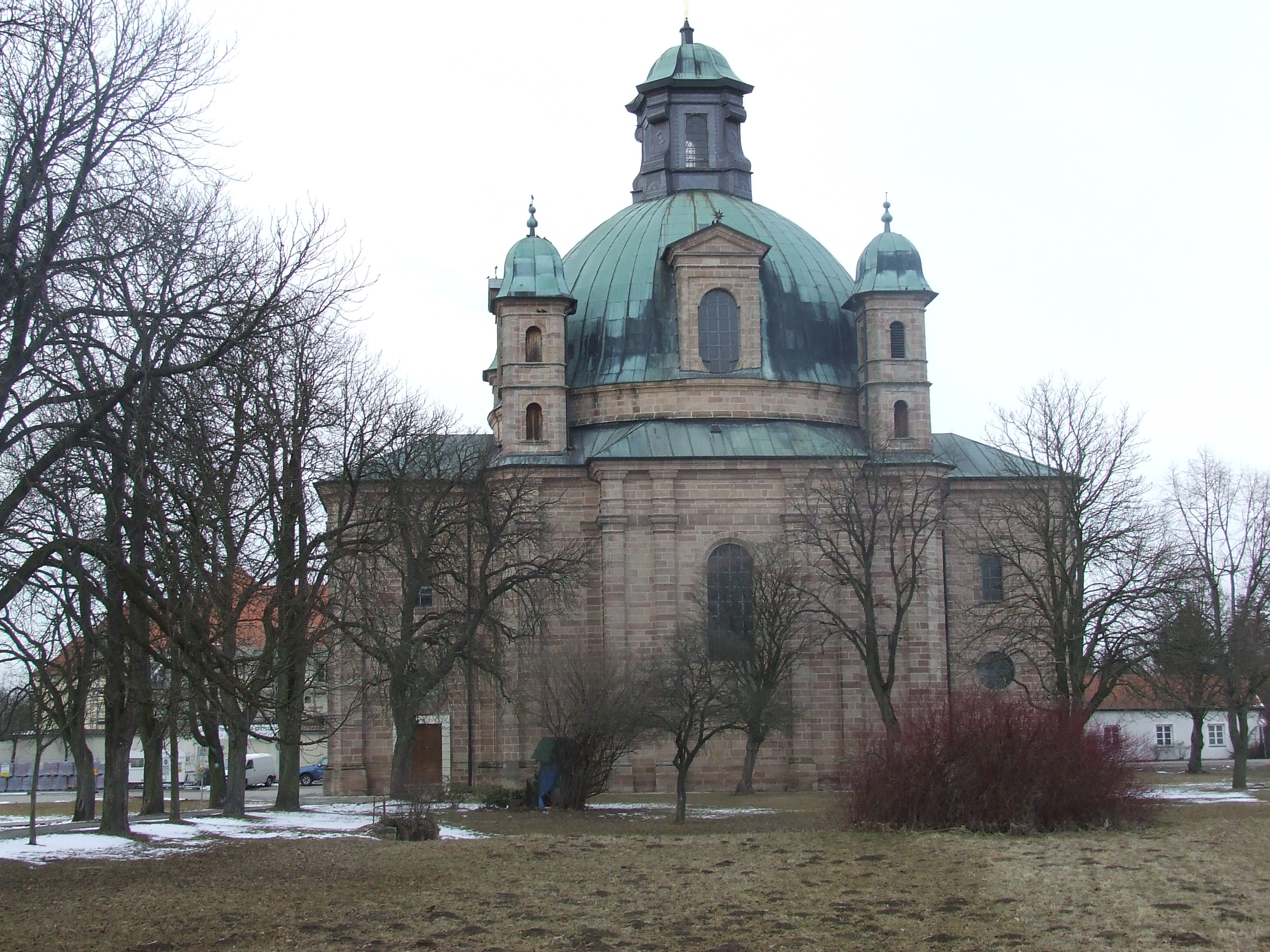
Wallfahrtskirche Maria-Hilf in Freystadt

### Sehenswürdigkeiten
Die ehemalige pfälzische Residenzstadt Neumarkt
ist das kulturelle Zentrum des Kreises. In der historischen Altstadt befinden sich unter anderem das Pfalzgrafenschloss, die Hofkirche und die St.-Johannes-Kirche. 1998 fand dort die Bayerische Landesgartenschau statt, ein Großteil des Geländes blieb erhalten.
Berching bezeichnet sich „Kleinod des Mittelalters“. Das mittelalterliche Stadtbild mit der kompletten Stadtbefestigung ist noch erhalten. Dietfurt als südlichste Landkreisgemeinde wirbt mit dem Slogan „Sieben-Täler-Stadt“: Mehrere Bäche aus sieben verschiedenen Tälern treffen dort auf die Altmühl. In Freystadt steht eines der wichtigsten Kirchenbauwerke des Landkreises, die barocke Wallfahrtskirche Maria-Hilf mit Deckenfresken der Gebrüder Asam. Velburg verfügt ebenfalls über einen mittelalterlichen Ortskern, in dem vor allem das Rathaus auffällt.
Das Kloster Gnadenberg im gleichnamigen Ortsteil der Gemeinde Berg wurde 1426 von Pfalzgraf Johann von Neumarkt errichtet. Die erhaltenen Mauerreste lassen noch die einstige Größe des Klosters erahnen. Die Wallfahrtskirche St. Sebastian in Breitenbrunn stammt aus dem 14. Jahrhundert, unterhalb entspringt eine Heilquelle. In der Klosterkirche Seligenporten kann das älteste Chorgestühl Deutschlands aus dem 13. Jahrhundert besichtigt werden.
Das Wasserschloss in Pilsach soll das Gefängnis gewesen sein, in dem der mysteriöse Kaspar Hauser einen Großteil seiner Kindheit verbrachte: eine Theorie, die heute größtenteils widerlegt ist. Zahlreiche Burgen und Burgruinen sind über den Landkreis verteilt. Besonders bekannt sind die Ruinen Wolfstein und Velburg. Die Burg Parsberg ist in großen Teilen erhalten und beherbergt ein Museum, das sich mit der NS-Zeit in der Region zwischen Neumarkt und Regensburg befasst.
Die vielfältige Landschaft des Kreises bietet auch einige natürliche Sehenswürdigkeiten, zum Beispiel eine Steinerne Rinne bei Erasbach, die König-Otto-Tropfsteinhöhle und den sogenannten Hohllochberg bei Velburg.

### Feste und Festivals
Über das ganze Jahr finden im Landkreis zahlreiche Feste statt. Die größten sind das Neumarkter Jura-Volksfest und der Berchinger Rossmarkt, die beide jedes Jahr mehrere 10.000 Menschen anziehen. Auch der Dietfurter Chinesenfasching, ein Faschingstreiben am Unsinnigen Donnerstag ist weit über Bayern hinaus bekannt. Das Deutsch-Amerikanische Volksfest im Truppenübungsplatz Hohenfels verbindet deutsche und amerikanische Festtraditionen. Zahlreiche weitere Volks- und Kirchweihfeste vervollständigen den Veranstaltungskalender.

### Museen
Die meisten der Museen im Landkreis thematisieren regionale Themen, oft auch vor einem historischen Hintergrund. Daneben existieren auch verschiedene Museen für Kunst sowie mehrere private Galerien.
Das Stadtmuseum Neumarkt beleuchtet die Geschichte der Stadt seit dem 12. Jahrhundert und legt dabei besonderen Wert auf das 19. und 20. Jahrhundert. Daneben verfügt es über eine umfangreiche Sammlung alter Fahrräder und Motorräder der in Neumarkt produzierten Marke Express. Das Museum Lothar Fischer am Stadtpark in Neumarkt widmet sich ganz der Kunst des Bildhauers und Malers Lothar Fischer und der Künstlergruppe Spur, in der Fischer Mitglied war. In der Neumarkter Brauerei Glossner erlaubt das Brauereimuseum einen Blick auf alte Kunst des Bierbrauens. Das Museum für historische Maybach-Fahrzeuge widmet sich Luxusautomobilen aus den 1920er und 1930er Jahren.
In Dietfurt präsentiert das Museum im Hollerhaus Funde aus der Vorzeit und dokumentiert die Besiedelung des Dietfurter Tals bis heute. Das Altmühltaler Mühlenmuseum umfasst eine 500 Jahre alte Wassermühle, die heute noch funktionsfähig ist.
Im Mühlhausener Gemeindeteil Sulzbürg informiert das Landlmuseum über die bewegte Geschichte der Gegend rund um Mühlhausen. Neben prähistorischen Funden werden dort auch Exponate zum Leben der früheren jüdischen Gemeinde in Sulzbürg sowie zum bäuerlichen Leben seit dem 18. Jahrhundert gezeigt.
Das Heimatmuseum in der Parsberger Burg befasst sich vor allem mit der Zeit des Nationalsozialismus in der Region zwischen Regensburg und Neumarkt. Daneben umfasst es eine Ausstellung zur Geschichte Parsbergs und bezieht sich dabei vor allem auch auf die Geschichte der Burganlage.
Ein altes Bauernhaus aus den 1920er Jahren kann im Dorfmuseum Fleischmichelhaus in Pavelsbach in der Marktgemeinde Postbauer-Heng besichtigt werden.

### Kulturdenkmäler

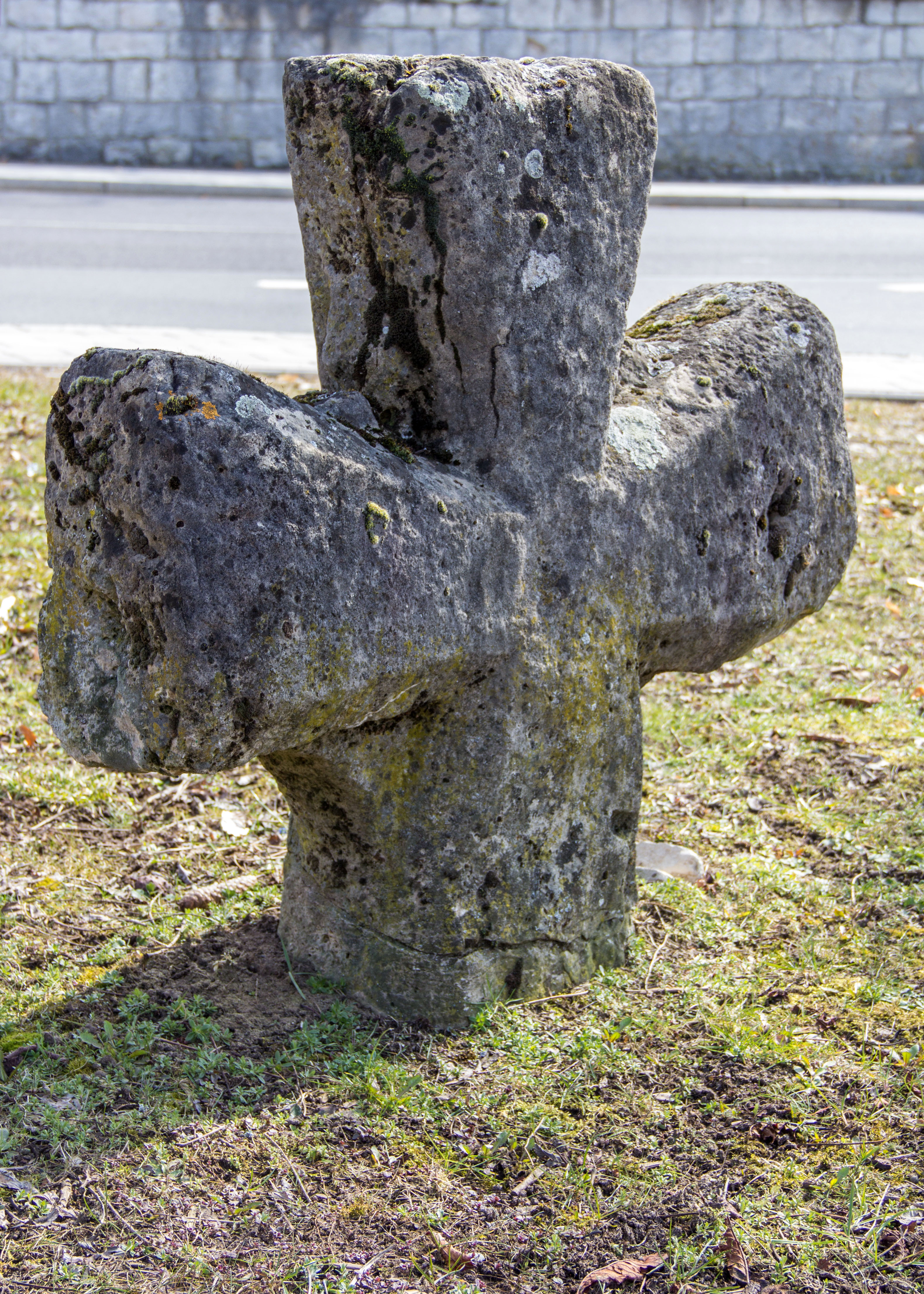
Steinkreuz in Neumarkt

Im Landkreis befinden sich zahlreiche Steinkreuze die zum größten Teil auch als Baudenkmal ausgewiesen sind.

## Schutzgebiete

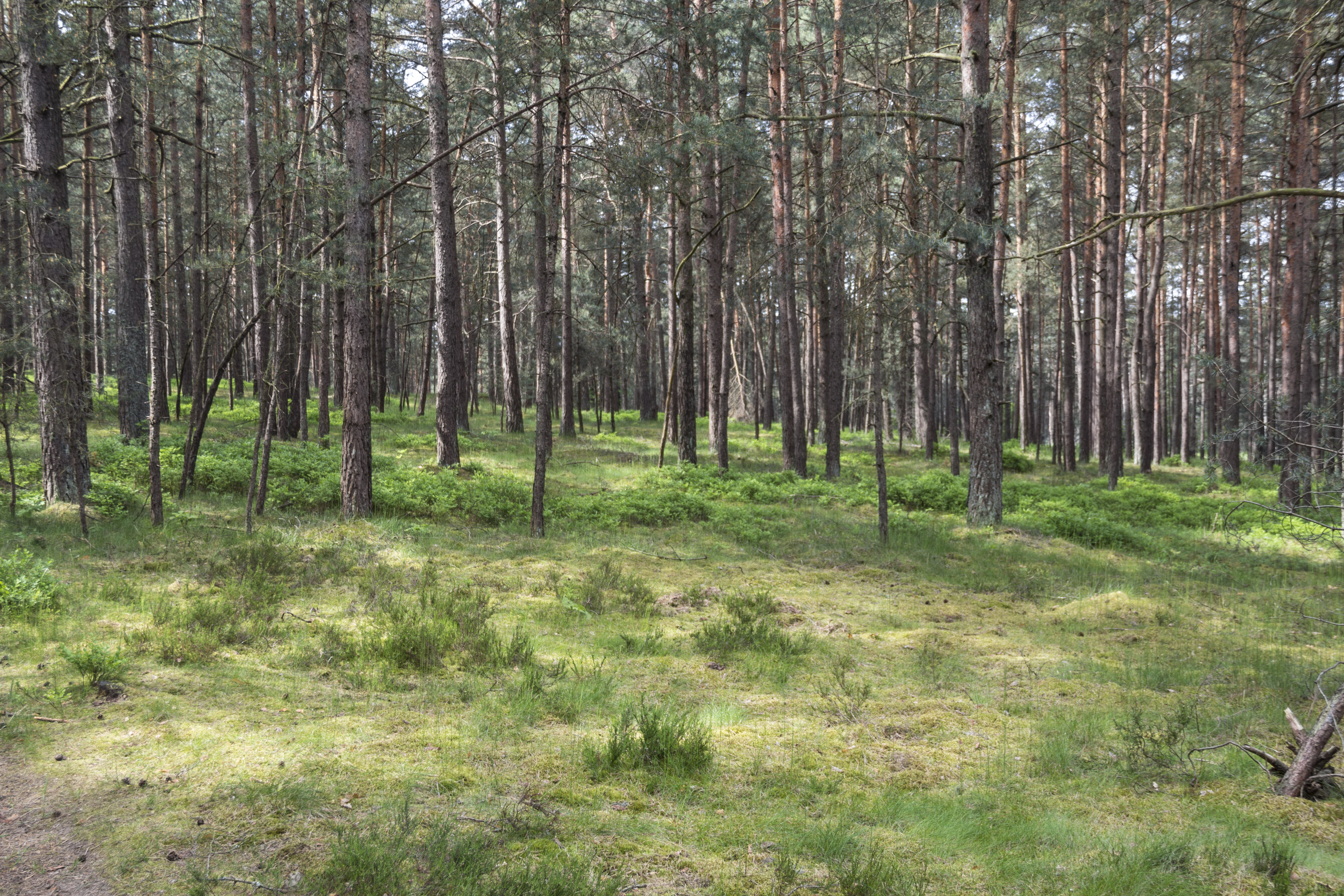
Naturschutzgebiet Neumarkter Sanddünen

Im Landkreis gibt es sieben Naturschutzgebiete, 24 Landschaftsschutzgebiete, sechs geschützte Landschaftsbestandteile, 98 Naturdenkmäler, 19 FFH-Gebiete und mindestens 63 vom Bayerischen Landesamt für Umwelt ausgewiesene Geotope (Stand Oktober 2016).

### Naturschutzgebiete
- Deusmauer Moor
- Albtrauf bei Pollanten
- Weiße Laaber bei Waltersberg
- Neumarkter Sanddünen
- Tal der Weißen Laaber bei Deining
- Vogelfreistätte Schwarzachwiesen bei Freystadt
- Wolfsberg bei Dietfurt

## Gemeinden
(Einwohnerzahlen vom 31. Dezember 2024)
| Städte 1. Berching (9008) 2. Dietfurt a.d.Altmühl (6405) 3. Freystadt (9151) 4. Neumarkt i.d.OPf., Große Kreisstadt (41.103) 5. Parsberg (7818) 6. Velburg (5424) Märkte 1. Breitenbrunn (3702) 2. Hohenfels (2288) 3. Lauterhofen (3742) 4. Lupburg (2582) 5. Postbauer-Heng (7912) 6. Pyrbaum (5872) | Weitere Gemeinden 1. Berg b.Neumarkt i.d.OPf. (8048) 2. Berngau (2654) 3. Deining (5392) 4. Mühlhausen (5251) 5. Pilsach (2860) 6. Sengenthal (4186) 7. Seubersdorf i.d.OPf. (5295) Verwaltungsgemeinschaft 1. Neumarkt i.d.OPf. (mit Sitz in Neumarkt i.d.OPf.; Mitgliedsgemeinden: Berngau, Pilsach und Sengenthal) |

## Gemeinden des Landkreises vor der Gebietsreform 1971/78
Vor dem Beginn der bayerischen Gebietsreform umfasste der Landkreis in den 1960er Jahren 69 Gemeinden. Die Gemeinden, die es heute noch gibt, sind fett geschrieben:

Landkreis Neumarkt in der Oberpfalz, Gemeindegrenzenkarte von 1961

| frühere Gemeinde         | heutige Gemeinde         | heutiger Landkreis          |
| ------------------------ | ------------------------ | --------------------------- |
| Allersburg               | Hohenburg                | Landkreis Amberg-Sulzbach   |
| Aßlschwang               | Freystadt                | Landkreis Neumarkt i.d.OPf. |
| Berg b.Neumarkt i.d.OPf. | Berg b.Neumarkt i.d.OPf. | Landkreis Neumarkt i.d.OPf. |
| Berngau                  | Berngau                  | Landkreis Neumarkt i.d.OPf. |
| Brunn                    | Lauterhofen              | Landkreis Neumarkt i.d.OPf. |
| Deining                  | Deining                  | Landkreis Neumarkt i.d.OPf. |
| Deinschwang              | Lauterhofen              | Landkreis Neumarkt i.d.OPf. |
| Dietkirchen              | Pilsach                  | Landkreis Neumarkt i.d.OPf. |
| Döllwang                 | Deining                  | Landkreis Neumarkt i.d.OPf. |
| Engelsberg               | Lauterhofen              | Landkreis Neumarkt i.d.OPf. |
| Forst                    | Sengenthal               | Landkreis Neumarkt i.d.OPf. |
| Freystadt                | Freystadt                | Landkreis Neumarkt i.d.OPf. |
| Gebertshofen             | Lauterhofen              | Landkreis Neumarkt i.d.OPf. |
| Großalfalterbach         | Deining                  | Landkreis Neumarkt i.d.OPf. |
| Häuselstein              | Berg b.Neumarkt i.d.OPf. | Landkreis Neumarkt i.d.OPf. |
| Hausen                   | Ursensollen              | Landkreis Amberg-Sulzbach   |
| Hausheim                 | Berg b.Neumarkt i.d.OPf. | Landkreis Neumarkt i.d.OPf. |
| Helena                   | Neumarkt i.d.OPf.        | Landkreis Neumarkt i.d.OPf. |
| Heng                     | Postbauer-Heng           | Landkreis Neumarkt i.d.OPf. |
| Holzheim                 | Neumarkt i.d.OPf.        | Landkreis Neumarkt i.d.OPf. |
| Kastl                    | Kastl                    | Landkreis Amberg-Sulzbach   |
| Kleinalfalterbach        | Deining                  | Landkreis Neumarkt i.d.OPf. |
| Kruppach                 | Mühlhausen               | Landkreis Neumarkt i.d.OPf. |
| Laaber                   | Pilsach                  | Landkreis Neumarkt i.d.OPf. |
| Labersricht              | Neumarkt i.d.OPf.        | Landkreis Neumarkt i.d.OPf. |
| Lauterhofen              | Lauterhofen              | Landkreis Neumarkt i.d.OPf. |
| Leutenbach               | Deining                  | Landkreis Neumarkt i.d.OPf. |
| Lippertshofen            | Neumarkt i.d.OPf.        | Landkreis Neumarkt i.d.OPf. |
| Litzlohe                 | Pilsach                  | Landkreis Neumarkt i.d.OPf. |
| Loderbach                | Berg b.Neumarkt i.d.OPf. | Landkreis Neumarkt i.d.OPf. |
| Mittersthal              | Deining                  | Landkreis Neumarkt i.d.OPf. |
| Möning                   | Freystadt                | Landkreis Neumarkt i.d.OPf. |
| Mühlen                   | Neumarkt i.d.OPf.        | Landkreis Neumarkt i.d.OPf. |
| Mühlhausen               | Mühlhausen               | Landkreis Neumarkt i.d.OPf. |
| Oberbuchfeld             | Deining                  | Landkreis Neumarkt i.d.OPf. |
| Oberhembach              | Pyrbaum                  | Landkreis Neumarkt i.d.OPf. |
| Oberndorf                | Freystadt                | Landkreis Neumarkt i.d.OPf. |
| Oberölsbach              | Berg b.Neumarkt i.d.OPf. | Landkreis Neumarkt i.d.OPf. |
| Pavelsbach               | Postbauer-Heng           | Landkreis Neumarkt i.d.OPf. |
| Pelchenhofen             | Neumarkt i.d.OPf.        | Landkreis Neumarkt i.d.OPf. |
| Pettenhofen              | Lauterhofen              | Landkreis Neumarkt i.d.OPf. |
| Pfaffenhofen             | Kastl                    | Landkreis Amberg-Sulzbach   |
| Pfeffertshofen           | Pilsach                  | Landkreis Neumarkt i.d.OPf. |
| Pilsach                  | Pilsach                  | Landkreis Neumarkt i.d.OPf. |
| Pölling                  | Neumarkt i.d.OPf.        | Landkreis Neumarkt i.d.OPf. |
| Postbauer                | Postbauer-Heng           | Landkreis Neumarkt i.d.OPf. |
| Pyrbaum                  | Pyrbaum                  | Landkreis Neumarkt i.d.OPf. |
| Ransbach                 | Hohenburg                | Landkreis Amberg-Sulzbach   |
| Reichertshofen           | Sengenthal               | Landkreis Neumarkt i.d.OPf. |
| Rengersricht             | Pyrbaum                  | Landkreis Neumarkt i.d.OPf. |
| Röckersbühl              | Berngau                  | Landkreis Neumarkt i.d.OPf. |
| Seligenporten            | Pyrbaum                  | Landkreis Neumarkt i.d.OPf. |
| Sengenthal               | Sengenthal               | Landkreis Neumarkt i.d.OPf. |
| Sindlbach                | Berg b.Neumarkt i.d.OPf. | Landkreis Neumarkt i.d.OPf. |
| Sondersfeld              | Freystadt                | Landkreis Neumarkt i.d.OPf. |
| Stauf                    | Neumarkt i.d.OPf.        | Landkreis Neumarkt i.d.OPf. |
| Stöckelsberg             | Berg b.Neumarkt i.d.OPf. | Landkreis Neumarkt i.d.OPf. |
| Sulzbürg                 | Mühlhausen               | Landkreis Neumarkt i.d.OPf. |
| Thannhausen              | Freystadt                | Landkreis Neumarkt i.d.OPf. |
| Thonhausen               | Ursensollen              | Landkreis Amberg-Sulzbach   |
| Thundorf                 | Freystadt                | Landkreis Neumarkt i.d.OPf. |
| Traunfeld                | Lauterhofen              | Landkreis Neumarkt i.d.OPf. |
| Trautmannshofen          | Lauterhofen              | Landkreis Neumarkt i.d.OPf. |
| Unterbuchfeld            | Deining                  | Landkreis Neumarkt i.d.OPf. |
| Utzenhofen               | Kastl                    | Landkreis Amberg-Sulzbach   |
| Wappersdorf              | Mühlhausen               | Landkreis Neumarkt i.d.OPf. |
| Winkl                    | Ursensollen              | Landkreis Amberg-Sulzbach   |
| Woffenbach               | Neumarkt i.d.OPf.        | Landkreis Neumarkt i.d.OPf. |
| Wolfsfeld                | Kastl                    | Landkreis Amberg-Sulzbach   |

Die Gemeinde Mittelricht wurde am 1. April 1933 nach Röckersbühl eingemeindet und die Gemeinde Haimburg am 1. April 1939 nach Sindlbach.

## Kfz-Kennzeichen
Am 1. Juli 1956 wurde dem Landkreis bei der Einführung der bis heute gültigen Kfz-Kennzeichen das Unterscheidungszeichen NM zugewiesen. Es wird durchgängig bis heute ausgegeben. Seit dem 10. Juli 2013 ist durch die Kennzeichenliberalisierung auch das Unterscheidungszeichen PAR (Parsberg) erhältlich.